# Storia della chirurgia

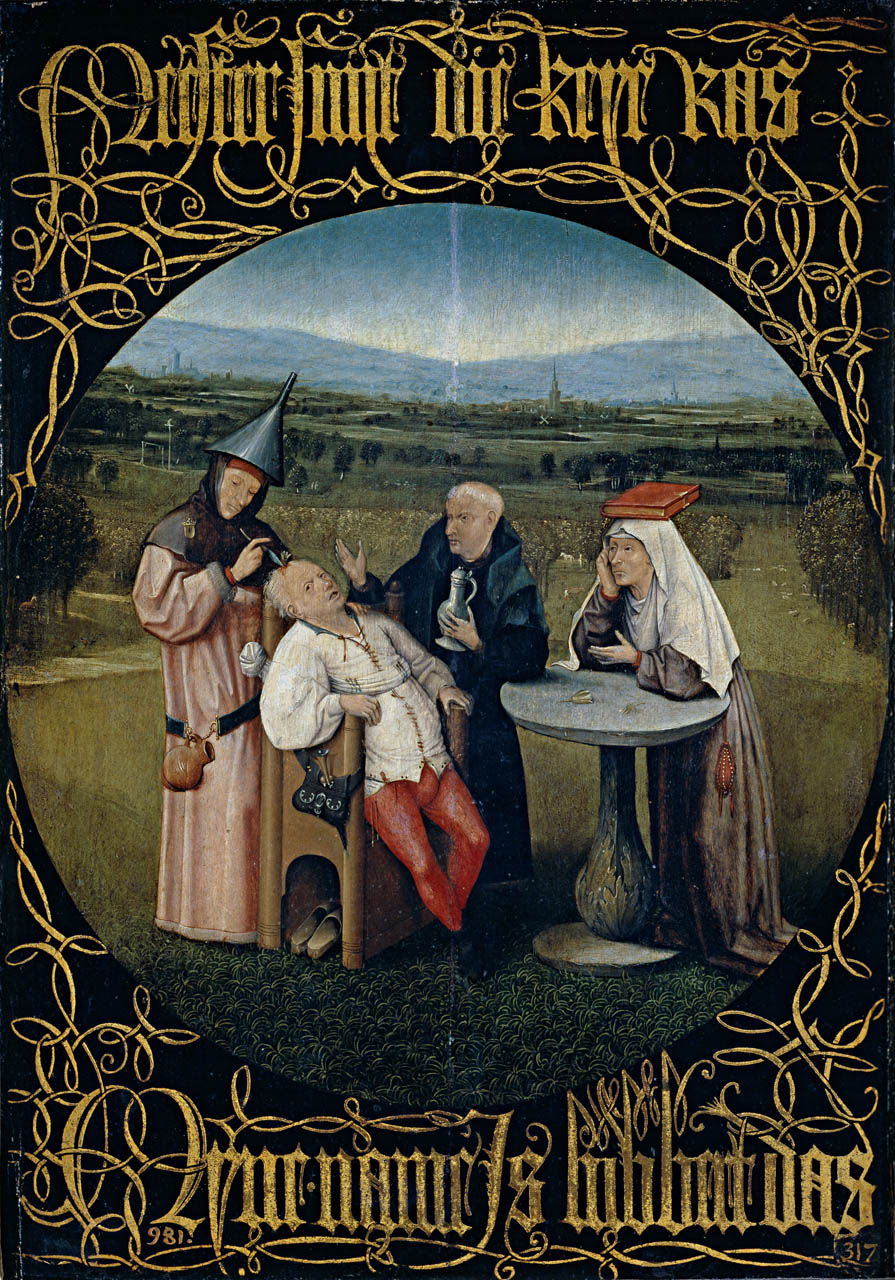
Estrazione della pietra della follia, di Hieronymus Bosch

La chirurgia (dal greco χείρ chèir "mano" e ἔργον èrgon "lavoro") è un ramo della medicina che manipola fisicamente la struttura del corpo a fine diagnostico, preventivo o curativo. 
Ambroise Paré, chirurgo francese del secolo XVI, le attribuì quattro funzioni:
- ridurre ciò che si è dislocato,
- separare ciò che è stato unito,
- riunire ciò che è stato separato,
- riparare ai difetti della natura.

Da quando l'uomo produce ed usa utensili e strumenti ha anche utilizzato il proprio ingegno per sviluppare tecniche chirurgiche sempre più sofisticate. Sarà necessario però arrivare alla rivoluzione industriale per vincere i tre principali ostacoli con cui si scontrava questa specialità medica, ovvero: l'emorragia, il dolore e l'infezione. Gli avanzamenti in questi campi hanno trasformato la chirurgia da un'arte rischiosa (e quindi sottovalutata per questo), ad una capace dei risultati più sorprendenti.

## Generalità
Le professioni del chirurgo e del medico hanno subito molti incontri e scontri nel corso della storia.
In generale il chirurgo (barbiere, arruffone) è stato considerato il tecnico, mentre il medico (più relazionato storicamente con il sacerdote o lo sciamano) era un autentico terapeuta.

Durante lo sviluppo della medicina moderna, la conoscenza di ambo le discipline si raggruppò nella medesima formazione accademica la quale, nella maggior parte dei paesi sviluppati, permette l'ottenimento del titolo congiunto di "laurea in medicina e chirurgia". 
Buona parte della sua storia è relazionata con la storia della medicina in generale.

Le nuove tecnologie applicate all'archeologia confermano che il suo sviluppo si rifà all'origine stessa dell'homo sapiens la cui vita in libertà era oggetto di numerosi incidenti, ferite ed emorragie suscettibili di trattamento chirurgico mediante tecniche rudimentali.

## Origini della chirurgia
Le prime tecniche chirurgiche si utilizzarono per il trattamento delle ferite ed i traumi prodotti nel corso della vita. La combinazione di studi archeologici ed antropologici offre informazioni sui metodi rudimentali di sutura, amputazione, drenaggio e cauterizzazione di ferite, ottenuti con strumenti incandescenti.
Esistono numerosi esempi:
- un misto di salnitro e di zolfo, posti sulla ferita, veniva incendiato, metodo usato da alcune tribù asiatiche;
- la tecnica di drenaggio di alcune tribù dakota, mediante l'impiego dell'anima di una piuma connessa ad una vescica animale per succhiare il materiale purulento,
- la ricerca di aghi dell'età della pietra che avrebbero potuto essere utilizzati in suture (i Masai utilizzavano aghi di acacia per lo stesso scopo),
- l'ingegnoso metodo sviluppato da alcune tribù in India e in Sud America, che chiudevano le ferite minori, applicando termiti o coleotteri ai quali, dopo che hanno morso i bordi avvicinati della ferita, viene torto il collo, così da lasciare la testa rigidamente agganciata come graffe.[1]

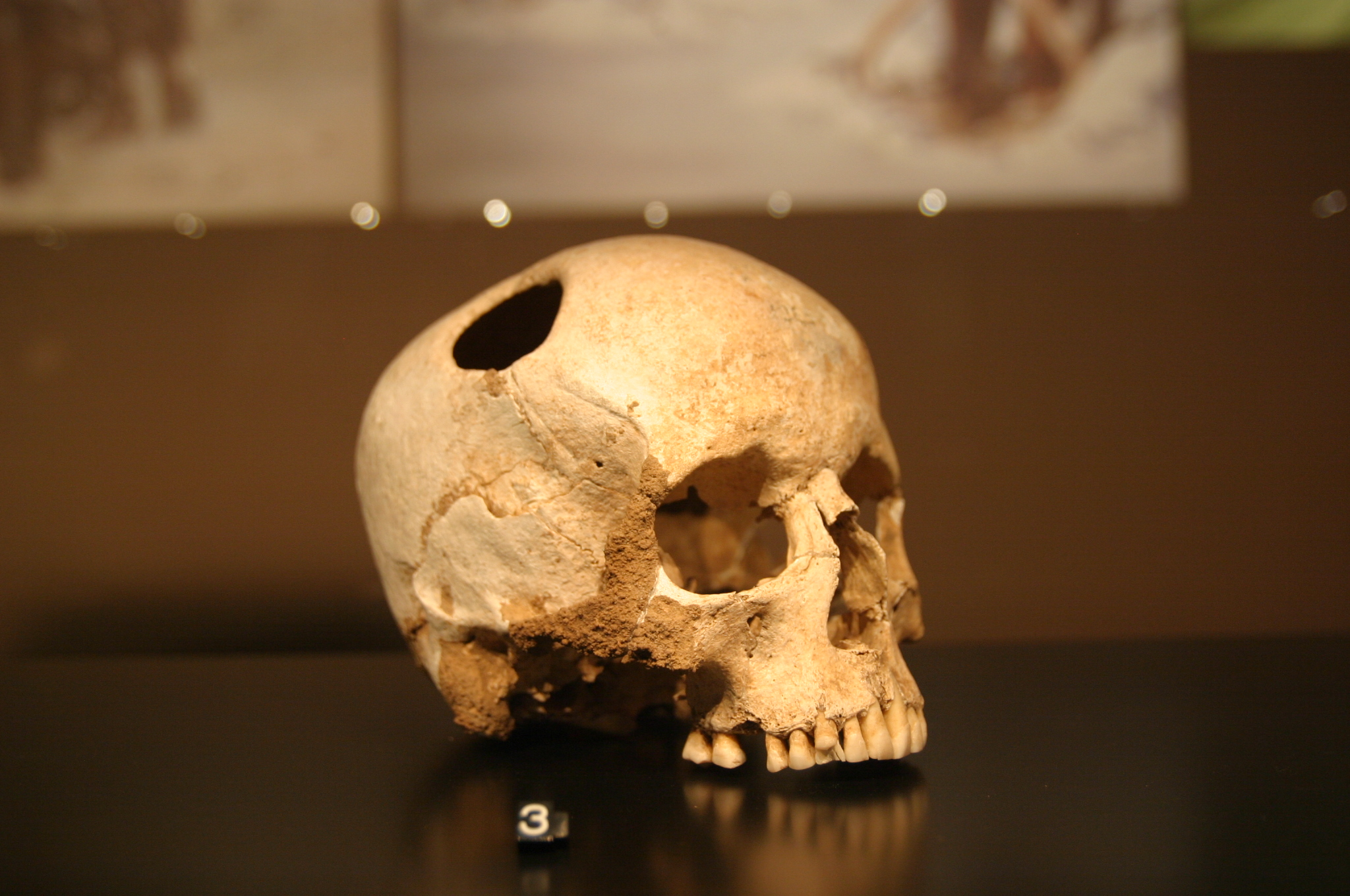
Cranio del Neolitico, 3500 a. C., conservato nel Museo di Storia Naturale di Losanna, probabilmente trapanato con silice. Si pensa che, grazie all'operazione, il paziente sia sopravvissuto.

Tra i trattamenti applicati dagli aztechi, secondo la descrizione dei testi spagnoli durante la conquista del Messico, si trovava questa raccomandazione per trattare le fratture: l'osso rotto deve essere steccato, esteso ed aggiustato, e se questo non sarà sufficiente, si farà un'incisione nell'estremo dell'osso inserendo un ramo di abete, nella cavità midollare. . La medicina contemporanea ha sviluppato questo metodo di fissazione ossea nel secolo XX chiamandola "fissazione midollare".
Esistono ritrovamenti archeologici di crani con segni evidenti di trapanazione (perforazione delle ossa piatte della testa per accedere all'encefalo), datate intorno all'anno 3000 a.C., nel quale si postula la sopravvivenza del paziente dopo l'intervento. Le più antiche trapanazioni sono state fatte nella conca del Danubio, però esistono reperti simili negli scavi effettuati in Danimarca, Polonia, Regno Unito, Svezia e Spagna.
Folke Henschen, medico e storico svedese, afferma che i ritrovamenti archeologici sovietici sulle rive del fiume Dniepr (negli anni sessanta), dimostrano l'esistenza di trapanature nei crani datati nel mesolitico, all'incirca 12.000 anni prima di Cristo.
La teoria della sopravvivenza alla trapanazione del cranio poggia sull'evidenza della formazione di nuovo tessuto osseo o di callo osseo attorno all'orifizio prodotto dalla trapanazione.

In alcuni studi il tasso di sopravvivenza supera il 50%.

Un'altra disciplina correlata alla chirurgia della quale esistono evidenze da migliaia di anni è l'anestesiologia. L'alcool (al-kuḥūl, in arabo ﺍﻟﻜﺤﻮﻞ‎?) è probabilmente uno degli anestetici più antichi, e il suo impiego è stato constatato varie migliaia di anni prima della nostra epoca. Inoltre si conosce l'impiego dell'oppio da migliaia di anni (alcuni cilindri babilonesi e bassorilievi mesopotamici mostrano delle teste di papavero da oppio) per uso anestetico oltre che ricreativo.
Altre piante utilizzate nell'antichità con lo stesso fine furono l'estratto di Cannabis sativa, il ginepro comune, la pianta di coca o la mandragora.

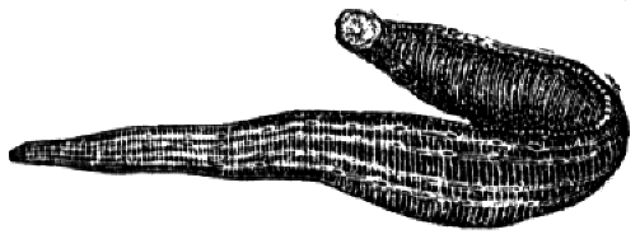
Hirudo medicinalis. Sanguisuga per salassi.

Altra tecnica antica è il salasso o flebotomia, attestata da numerose società nel corso della storia inca peruviani, India (ayurveda), Greci (Ippocrate), effettuato mediante strumenti taglienti o l'utilizzo di sanguisughe. Nei papiri di Kahun si menziona la tecnica del salasso, utilizzata da alcuni veterinari egizi. Questa tecnica si estese con una grande diffusione in occidente, a modo che nel rinascimento si potevano vedere Calendari dei salassi che raccomandavano il suo utilizzo in momenti particolari dell'anno. Esso era usato per la cura dei dolori più disparati come l'infiammazione, l'infezione, l'ictus, la fase maniacale delle psicosi bipolari e anche come metodo preventivo di molte altre infermità.

### Mesopotamia
Beroso, filosofo caldeo del III secolo a.C. riportò molte tradizioni scritte su Babilonia (principalmente negli archivi di Borsippa), e arrivò ad affermare che da quando il dio Oannes insegnò al popolo sumero tutto lo scibile riguardo alla civiltà, nulla di nuovo era stato inventato. Questa affermazione sorprendente sembra meno iperbolica quando si analizzano le tavole sumere e si evidenzia tutto ciò che la civiltà sumera sviluppò e inventò varie migliaia di anni prima della nostra era. 

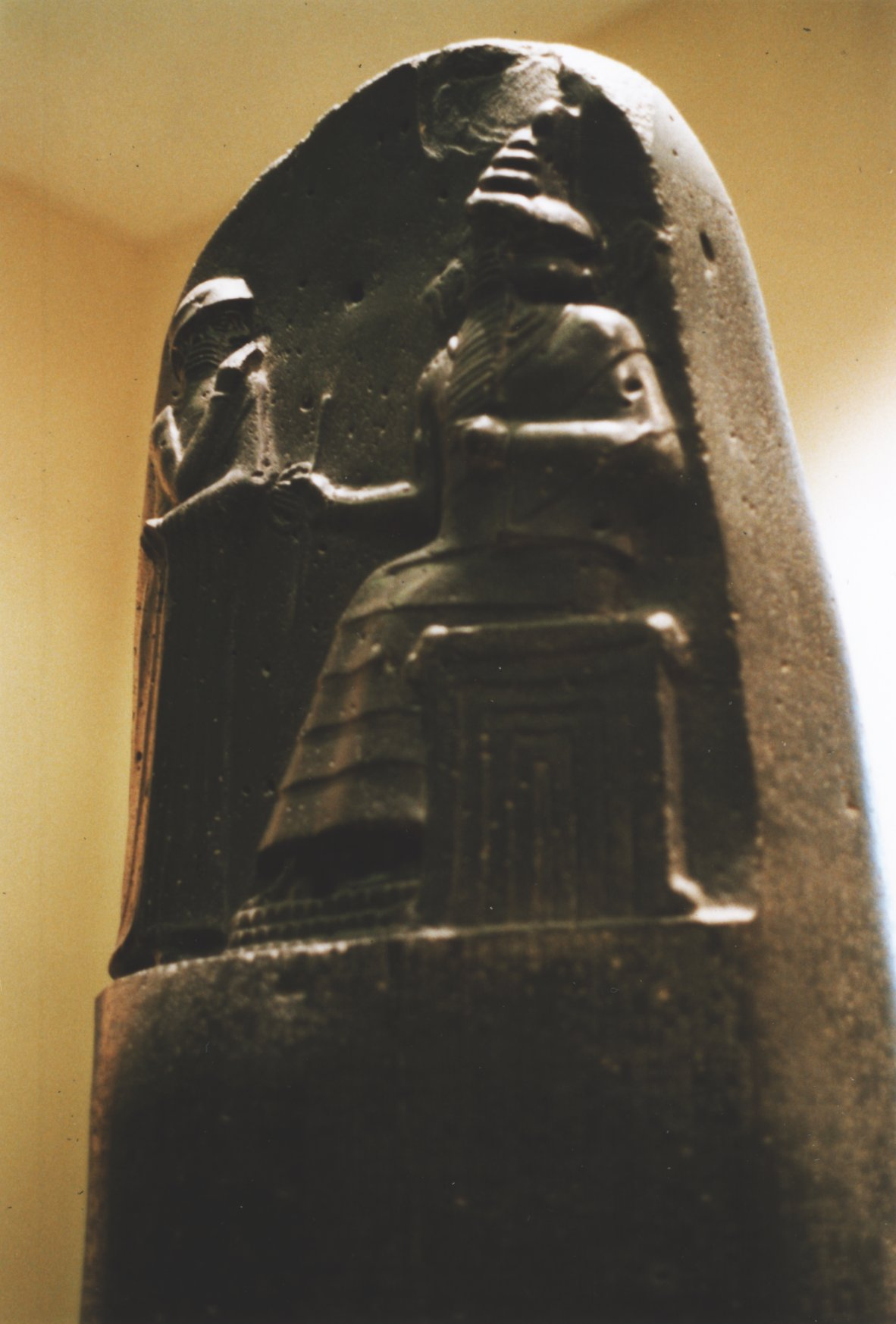
Nel codice di Hammurabi esistono alcune leggi che si riferiscono in modo specifico alla chirurgia.

Circa nel 4000 a.C. si stabilisce in Mesopotamia (tra il Tigri e l'Eufrate) la civiltà Sumera, che ha sviluppato la forma di scrittura più antica mai conosciuta. Tra le 30.000 tavolette cuneiformi scoperte, circa 800 trattano temi medici (e in una di queste c'è la prima ricetta medica conosciuta). Il nome del primo chirurgo conosciuto è Urlugaledin, del 4000 a.C., il cui simbolo personale in un timbro mostra due coltelli circondanti una pianta medicinale. Questo timbro si trova nel museo del Louvre a Parigi.
Il modello di salute e malattia tra i sumeri si basava su una concezione sovrannaturale della malattia: questa era un castigo divino imposto da differenti dèmoni in seguito alla rottura di alcuni tabù. Così la prima cosa che il medico doveva fare era identificare quale dei circa 6000 possibili dèmoni aveva causato il problema. Per farlo utilizzavano tecniche divinatore basate sullo studio del volo degli uccelli, della posizione degli astri o del fegato di alcuni animali. In questo modo la medicina era profondamente legata al sacerdozio e la chirurgia restava relegata a specialità medica di seconda categoria.
Ciò nonostante lo sviluppo delle tecniche chirurgiche è notevole: a Ninive sono stati ritrovati strumenti di bronzo e ossidiana di elegante fattura, come bisturi, seghe, trapani ecc.
Il codice di Hammurabi (ritrovato a Susa, Iran, e conservato nel museo del Louvre), d'altra parte, protegge la chirurgia con la sua abbondante legislazione. Alcuni frammenti di questo codice trattano specificamente gli interventi chirurgici:

### Egitto
Intorno al 3100 a.C. comincia il periodo di splendore della civiltà egizia, quando Narmer, il primo faraone, stabilisce la capitale a Menfi. Come accade con la civiltà sumera e la scrittura cuneiforme, si conserva un gran numero di documenti su questa civiltà grazie all'uso della scrittura geroglifica.
Il primo trattato di chirurgia data alla prima epoca monarchica (2700 a.C.) ed è stato scritto da Imhotep, visir del faraone Djoser, sacerdote, astronomo, medico e primo architetto di cui si abbia notizia. La sua fama di guaritore fu tale che venne deificato e considerato il dio egizio della medicina.
Altri famosi medici dell'Antico Impero (dal 2500 al 2100 a.C.) furono Sachmet, medico del faraone Nebkhau, o Nesmenau, una sorta di primario dell'epoca.
Su uno degli stipiti all'entrata del tempio di Menfi si trova il bassorilievo più antico relativo a un intervento chirurgico: una circoncisione. Tra i vari papiri conservati se ne conoscono nove relativi a materie mediche; tra essi il più famoso e importante è quello denominato dal suo scopritore: Georg Ebers.

#### Il papiro Ebers

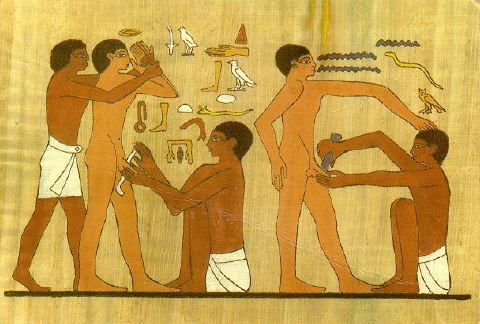
Copia moderna su papiro rappresentante una circoncisione, da un bassorilievo in una tomba di Saqqara, vicino a Menfi, Egitto.

Il papiro Ebers, conservato all'Università di Lipsia, è considerato uno dei più antichi trattati di medicina conosciuti. La sua composizione è datata intorno all'anno 1550 a.C. ed è lungo circa 20 metri. Vi sono scritte ricette, una farmacopea e la descrizione di numerose malattie, nonché alcuni trattamenti cosmetici.
Riguardo alla chirurgia, si fa menzione dei morsi di coccodrillo e delle ustioni. Raccomandava il drenaggio dei gonfiori, anche se avvisava che determinate patologie della pelle non dovevano essere toccate.

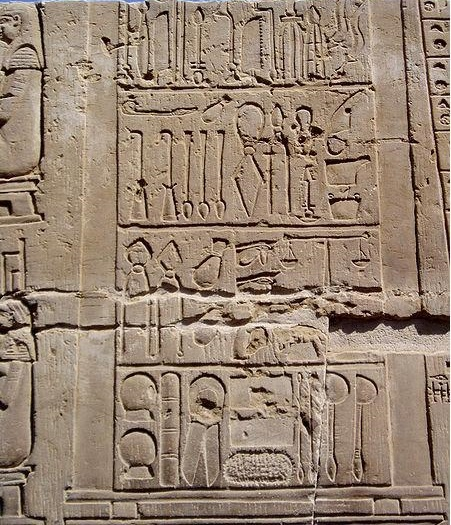
Strumenti chirurgici in un bassorilievo del tempio di Kôm Ombo, Egitto.

#### Il papiro Edwin Smith
Il papiro Edwin Smith è un documento di soli 5 metri, meno conosciuto, datato 1600 a.C., ed è un manuale di chirurgia traumatica di sorprendente qualità per quell'epoca.
Come esempio, ecco un'approssimazione diagnostica interessante, dopo un traumatismo cranio-encefalico:
Nella parte finale di questo manoscritto viene descritto in dettaglio come trattare una dislocazione della mandibola; le esaustive descrizioni anatomiche, la cui possibile origine sta nella tecnica dell'imbalsamazione, non saranno superate fino a molti secoli dopo.

### Cina e India
Dopo la seconda metà del XX secolo la medicina occidentale (la cui corrente principale è di forte tendenza biologicista), accetta comunque la coesistenza di un modello di salute-malattia basato su un paradigma ambientalista o integrale: la malattia è il risultato della scomparsa dell'equilibrio naturale tra l'essere vivente e l'ambiente che lo circonda. Questo squilibrio o mancanza d'armonia tra l'individuo e l'ambiente costituisce l'asse principale del millenario modello orientale.
La medicina cinese tradizionale descrive l'equilibrio di cinque elementi che considera fondamentali: acqua, terra, fuoco, legno e metallo. A sua volta l'equilibrio è il risultato della presenza di due forze: Yin e Yang, che operano simultaneamente.

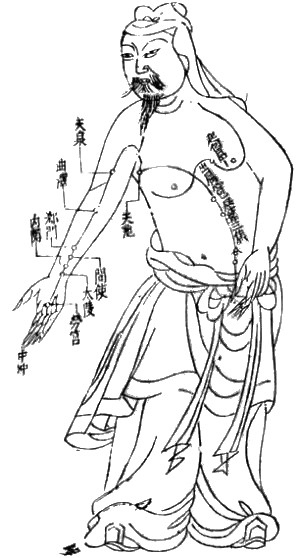
Mappa dei punti di applicazione dell'agopuntura. Dinastia Ming.

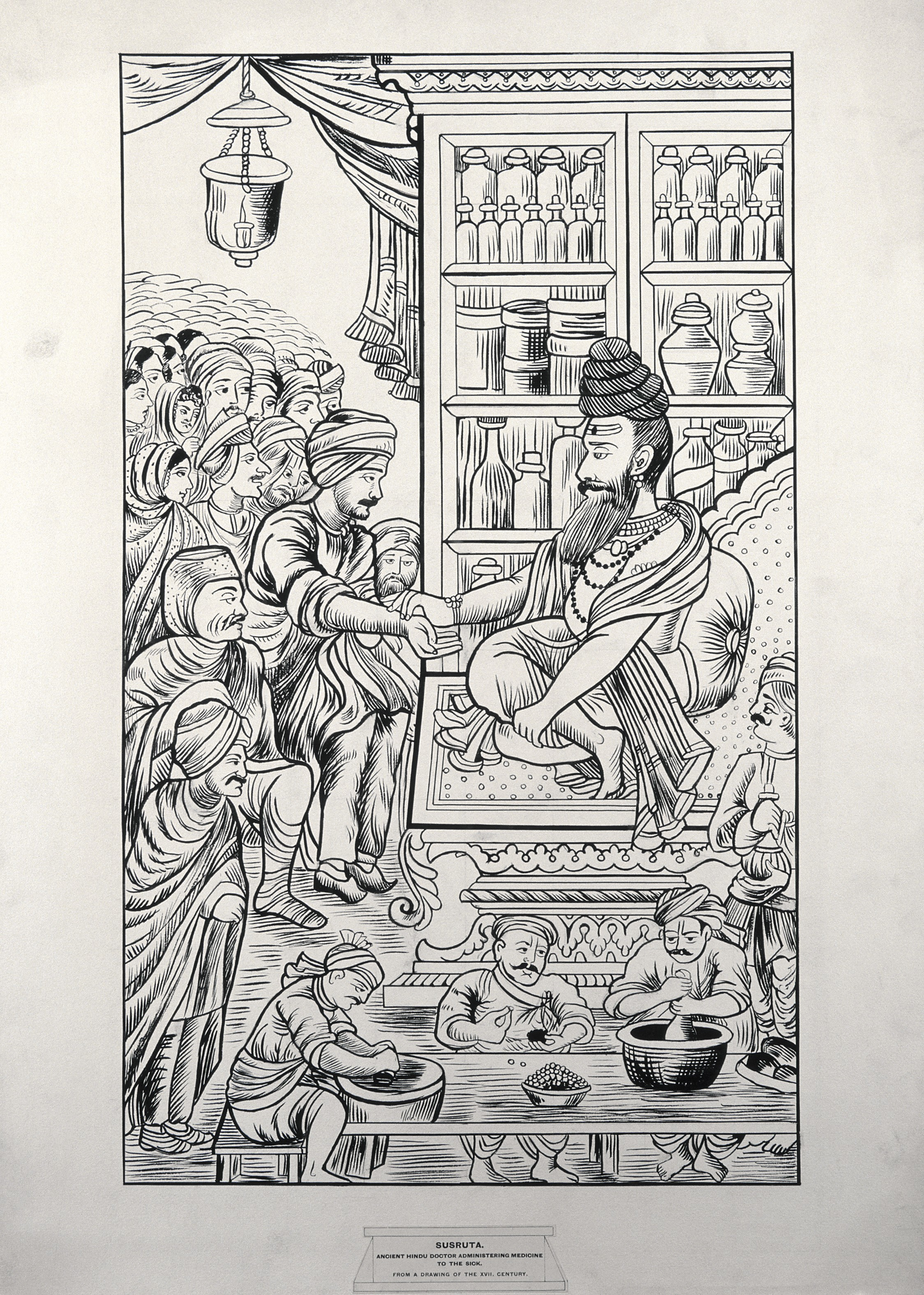
Schizzo di Suśruta.

Il manuale medico cinese più antico conosciuto è datato intorno all'anno 2600 a.C., ed è noto con il nome di Nei Ching. Questo testo viene attribuito all'imperatore giallo, Huang Di (anche se gli storici moderni considerano che fu compilato da fonti antiche da uno studioso tra le dinastie Zhou e Han, oltre 2000 anni dopo) e sviluppa molti concetti medici interessanti per l'epoca. Tuttavia, il tabù di rispettare i cadaveri umani sembra avere frenato conoscenze di anatomia chirurgica, essendo i suoi principali trattamenti di natura chirurgica superficiale o di minore importanza (disinfezione delle ferite, massaggi in patologie traumatologiche, etc.).
La medicina cinese si sviluppò a favore di una disciplina a cavallo tra la medicina e la chirurgia denominata agopuntura: secondo questa disciplina l'applicazione di aghi in alcuni dei 365 punti di inserzione (o fino a 600, a seconda delle scuole) restaurerebbe l'equilibrio perduto tra Yin e Yang.
La civiltà indú, da parte sua, descrive nell'Atharvaveda alcuni procedimenti medici ampliati parzialmente nell'Ayurveda, due libri sacri. Quest'ultimo, datato all'800 a.C., è il precursore di un trattato di chirurgia indù conosciuto come Suśruta-Saṃhitā. Suśruta è il supposto autore (anche se non si sa niente di questo individuo od insieme di individui), e la datazione di questa compilazione è dubbia, oscillando, a seconda degli autori, tra l'800 a.C. e il 400 d.C. In questo trattato si descrivono tecniche chirurgiche ingegnose, successivamente reinventate dalla medicina contemporanea: la riduzione delle fratture mediante ferula, sutura delle ferite, cauterizzazione delle fistole o drenaggio degli ascessi. Questo manuale contiene un allegato che elenca e rappresenta graficamente 121 diversi strumenti chirurgici.
La medicina indù fu la prima a sviluppare tecniche specifiche di chirurgia plastica: dalla riparazione delle deformità del padiglione auricolare dopo la perforazione per mettere orecchini, fino ad una complessa tecnica di rinoplastica (presumibilmente sviluppato da ladri, dopo che gli era stata applicata la pena dell'amputazione del naso prevista per il loro crimine).
Inoltre si descrivono metodi chirurgici di eliminazione di calcoli renali, calcoli biliari e anche un metodo per intervenire sulla cataratta:

### America precolombiana

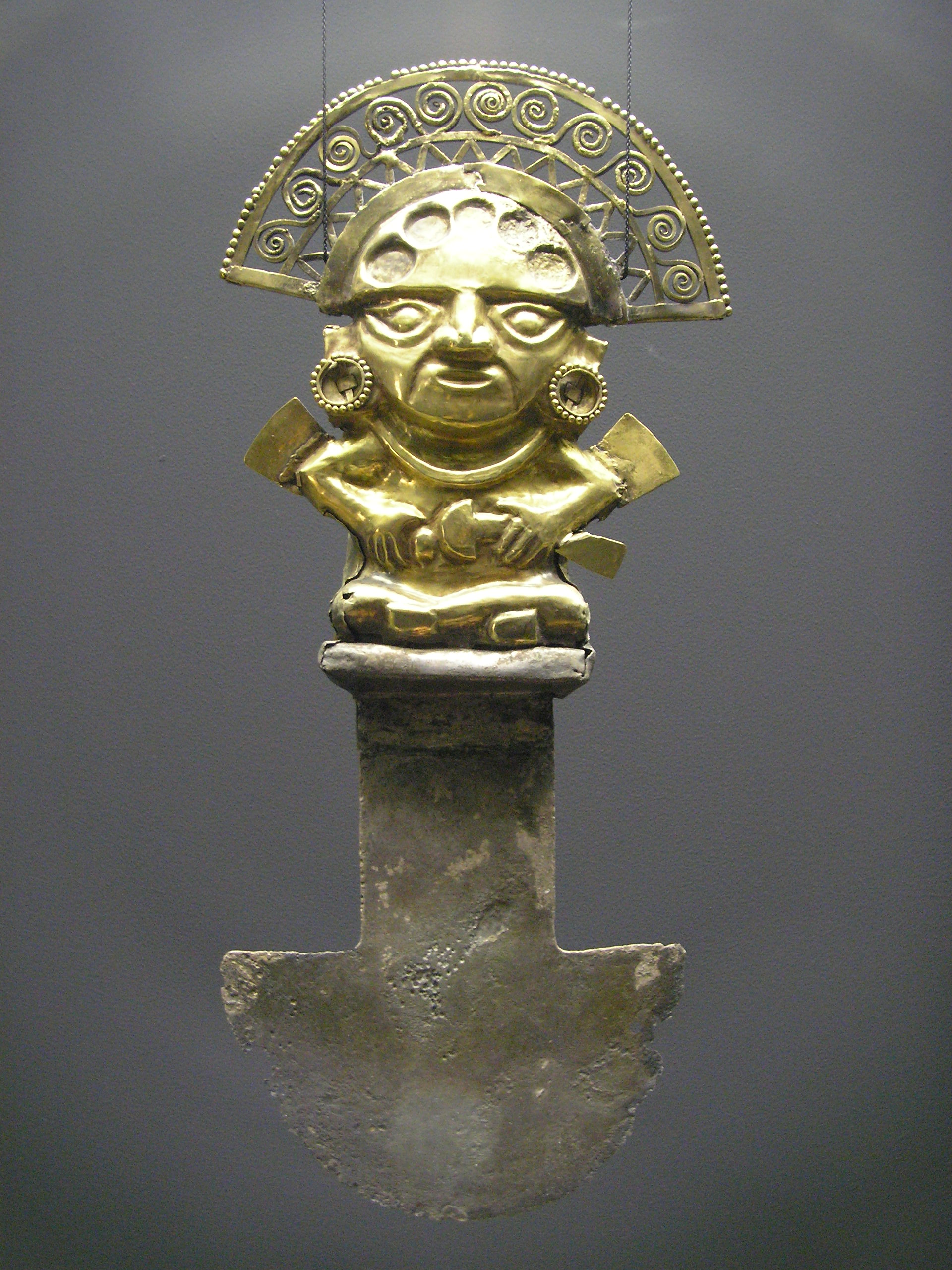
Coltello tumi peruviano

Esistono numerose scoperte archeologiche che dimostrano che la pratica della trapanazione del cranio era conosciuta in tutto il continente americano (includendo in ciò anche le tribù nordamericane). È però necessario segnalare che il maggior sviluppo della chirurgia si raggiunse nelle due principali civiltà del centro-sud: Aztechi e Inca. Comunque in generale la concezione della salute-infermità era di tipo animista o spirituale e la profonda conoscenza delle erbe o dei principi attivi naturali dotò queste culture di un importante arsenale: ad esempio, emergono l'uso della coca (erytroxilon coca), del yagé (banisteriopsis caapi), del yopo (piptadenia peregrina), del pericá (virola colophila), del tabacco (nicotiana tabacum), del yoco (paulinia yoco), e del curaro e di alcune datura come agente anestetico.
È degno di nota trovare la prima scuola medica nel Monte Albán, accanto a Oaxaca, datato intorno all'anno 250 d.C., nel cui sito si sono trovate alcune incisioni anatomiche, tra le quali paiono esservi interventi di parto cesareo e una descrizione di diversi interventi minori, come l'estrazione di denti, la riduzione delle fratture o il drenaggio di ascessi.
Tra gli aztechi esisteva una differenza tra il medico empirico, o tepatl (simile per certi aspetti al "chirurgo-barbiere" del tardo Medioevo europeo), ed il medico sciamano (ticitl), più versato nelle procedure magiche.
Anche alcuni guaritori si potevano specializzare in aree operative, di cui si trovano esempi nel Codice Magliabechiano, come fisioterapisti, ostetriche o chirurghi propriamente detti.
Il traumatologo era conosciuto come Teomiquetzan, esperto principalmente in ferite e traumatismi prodotti in combattimento. La tlamatlquiticitl od ostetrica seguiva la gravidanza, e poteva anche eseguire un'embriotomia in caso di aborto. È degno di nota l'uso della ossitocina (stimolante della contrazione uterina) presente nella pianta cihuapatl.
La conoscenza dell'anatomia (basata sulle esperienze dei combattimenti in guerra e sui sacrifici rituali), permise una tecnica chirurgica e traumatologica estremamente avanzata, essendo di utilizzo comune le ferule e uno strumentario chirurgico variato. Questi utensili chirurgici erano molto variabili tra le diverse tribù americane, da piccole punte di osso ad autentici bisturi con manici, come attestato tra i Karimé, od il tumi, di manifattura moche e simbolo della medicina peruviana.
Francisco López de Gómara nella sua Historia de Indias descrive le differenti pratiche mediche che incontrarono i conquistadores spagnoli:
Il Codice de la Cruz-Badiano, contiene buona parte delle tecniche conosciute dagli indigeni, compresa una curiosa lista di sintomi che presentano gli individui che stanno per morire.

## La chirurgia nell'antichità

### Grecia

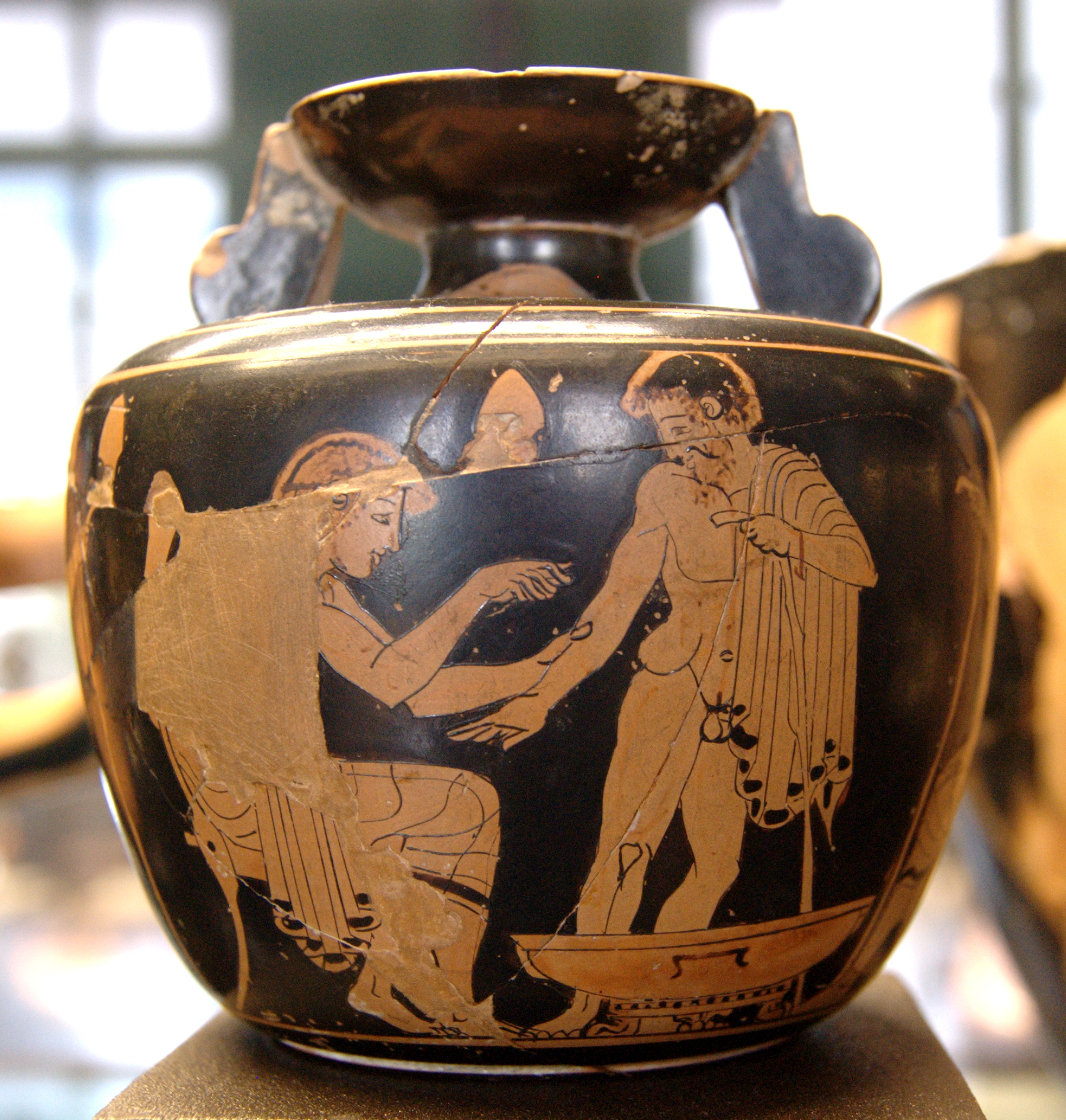
Vaso greco del 480-470 a.C. che rappresenta un intervento chirurgico.

Nel Mar Egeo si sviluppò tra l'anno 2500 e 1500 a.C. la civiltà Minoica, precorritrice della civiltà greca. Nel 1971 durante scavi archeologici a Nauplia, si ritrovarono in una tomba micenea vari strumenti medici, datati circa 1500 anni prima della nostra era (coltelli, forbici, pinze, sonde), attribuiti da alcuni autori al mitico (tra i greci) medico Palamida.
La più antica opera greca scritta che includa conoscenze riguardanti la medicina sono i poemi omerici: l'Iliade e l'Odissea. Nel primo si descrive ad esempio il trattamento che riceve il re Menelao dopo essere stato colpito nel polso da una freccia, durante l'assedio di Troia: il chirurgo risulta essere Asclepio, il dio della medicina greca educato nella scienza medica dal centauro Chirone. Dal suo nome deriva Esculapio, un antico sinonimo del medico, e dal nome della figlia Igea, derivò il nome attribuito all'attuale ramo della medicina preventiva denominata Igiene.
Ad Asclepio si attribuisce anche l'origine del bastone di Asclepio, considerato un simbolo medico universale anche oggi.
Tuttavia la figura medica per eccellenza nella cultura della Grecia classica è Ippocrate. Questo medico, nato a Coo nel 460 a.C., è considerato il padre della medicina moderna e la sua vita coincise con l'età dell'oro della civiltà ellenica e della sua moderna visione cosmica della "Ragione" in contrapposizione al "Mito". Fondò una Scuola medica basata sui principi del cosiddetto Giuramento di Ippocrate, che ancora oggi viene recitato (in modo rituale, non letterale) dai neolaureati in Medicina e Chirurgia di molti paesi occidentali. I campi medici abbracciati da Ippocrate includono la medicina interna, l'igiene, l'etica medica e la dietetica. Sulla chirurgia esistono numerose annotazioni nei suoi scritti.
Riportiamo, a mo' di esempio, di cosa e come debba esercitare un chirurgo secondo Ippocrate:
Nei trattati di chirurgia del corpus ippocratico si evidenzia una notevole esattezza anatomica, e sorprendono alcune proposte terapeutiche ancora oggi pienamente in uso, come il drenaggio dell'empiema pleurico, o i trattamenti suggeriti per i traumi cranici. Le proposte per la riduzione delle fratture includono l'utilizzo di diversi supporti fisici (come il "banco ippocratico" o la "scala ippocratica", supporti di riduzione della frattura dell'omero e sistemi di trazione) di fattura ingegnosa e di provata efficacia.
| Disegni di dispositivi Ippocratici per la riduzione delle fratture | Disegni di dispositivi Ippocratici per la riduzione delle fratture | Disegni di dispositivi Ippocratici per la riduzione delle fratture |
| ------------------------------------------------------------------ | ------------------------------------------------------------------ | ------------------------------------------------------------------ |
|                                                                    |                                                                    |                                                                    |
| Banco ippocratico da utilizzarsi per le fratture vertebrali.       | Scala di trazione ippocratica.                                     |                                                                    |

Dopo Ippocrate, la successiva figura medica greca di spicco fu Aristotele. Questo pensatore poliedrico apprese la medicina da suo padre, ma non risulta che la esercitasse assiduamente. Tuttavia la sua scuola peripatetica fu la culla di vari medici e chirurghi insigni dell'epoca: Diocle di Caristo, Prassagora di Cos e Teofrasto di Ereso sono alcuni esempi. Questa scuola non apportò novità essenziali in materia di chirurgia.
Intorno all'anno 300 a.C. Alessandro Magno fondò Alessandria d'Egitto, città che in poco tempo si trasformerà nel centro culturale del Mediterraneo e del vicino Oriente. La "Scuola Alessandrina" raccolse e sviluppò tutte le conoscenze sulla medicina (e su molte altre discipline) conosciute in quell'epoca, contribuendo a formare alcuni chirurghi di primo piano. Si cita il nome di Erofilo di Calcedonia, come il primo ad eseguire dissezioni in pubblico; alcune fonti informano anche della possibilità che la Tolomeo abbia messo a sua disposizione condannati a morte per praticare la vivisezione. Questo clinico s'interessò per lo più allo studio del sistema nervoso e di quello digestivo.
Altro medico importante della scuola alessandrina fu Erasistrato di Chio, scopritore della colecisti (condotto che trasporta la bile nell'intestino tenue), e del sistema di circolazione portale (un sistema di vene che attraversa il fegato, con sangue proveniente dal tratto digestivo).
Parallelamente si sviluppò la scuola empirista, il cui principale esponente medico fu Glauco di Tarentio (secolo I a.C.). Glauco può essere considerato come il precursore della medicina basata sulle evidenze, dato che per lui esisteva solo una base affidabile: ovvero i risultati fondati sulla propria esperienza e su quella degli altri medici, o nella logica analogica quando non esistano dati preliminari da confrontare. Sotto questo paradigma filosofico si svilupparono tecniche chirurgiche come gli interventi alle cataratte e la litotomia (estrazione di calcoli renali mediante un'incisione della vescica o dell'uretra).

### Roma

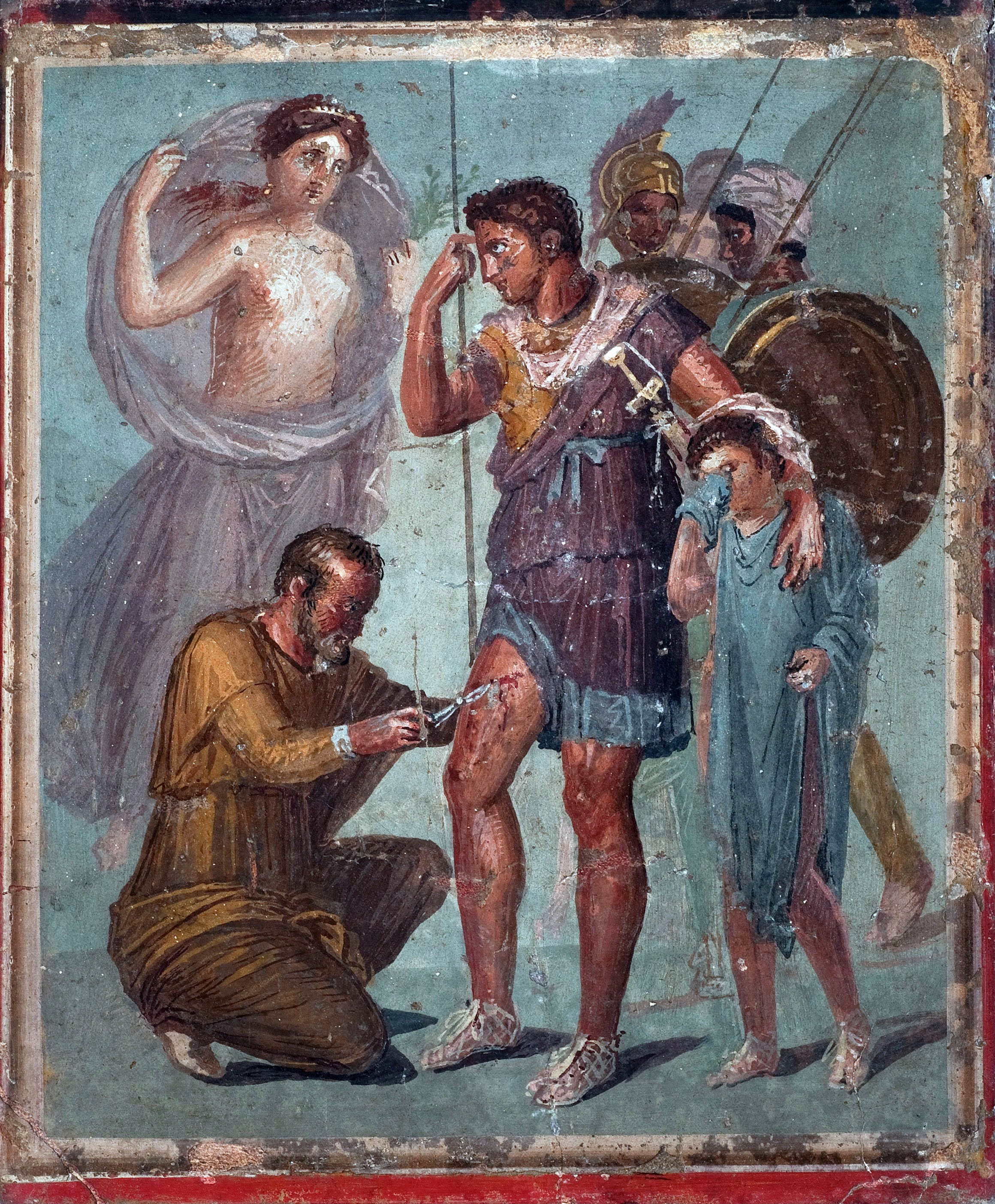
Iapice che estrae una freccia da Enea; affresco di Pompei.

La civiltà etrusca, prima di importare le conoscenze della cultura greca, aveva a malapena sviluppato un corpus medico di interesse, a eccezione di una notevole capacità nel campo dell'odontoiatria: tra gli Etruschi sono state trovate protesi fisse, mobili, con filo d'oro, con denti naturali e artificiali, e anche alcune corone d'oro fuso
Uno dei pochi chirurghi romani conosciuti dell'era precristiana fu Arcagato. Fu citato da Plinio nella sua Naturalis Historia, in cui si fa anche riferimento al suo soprannome, che era inizialmente Vulnarius (curaferite); ma per i suoi metodi ed i successivi fallimenti si guadagnò il soprannome di Carnifex.
Tra gli anni 25 a.C. e 50 a.C. della nostra era visse un'altra figura medica di grande importanza: Aulo Cornelio Celso. In realtà non si ha la certezza che abbia esercitato la medicina, certo è che ci ha lasciato un trattato di medicina (De Re Medica Libri Octo) che descrive per la prima volta la tecnica chirurgica della legatura che propone l'uso per le fratture, a modo di ferula, di materiali semirigidi o malleabili come la cera. Descrive fino a 50 tipi di strumenti chirurgici. Si tratta di una vasta opera che include trattamento per le ferite, emorragie, ferite da freccia, varici e attribuisce alla chirurgia un'importanza fondamentale tra le specialità mediche. Celso descrive così il chirurgo ideale:

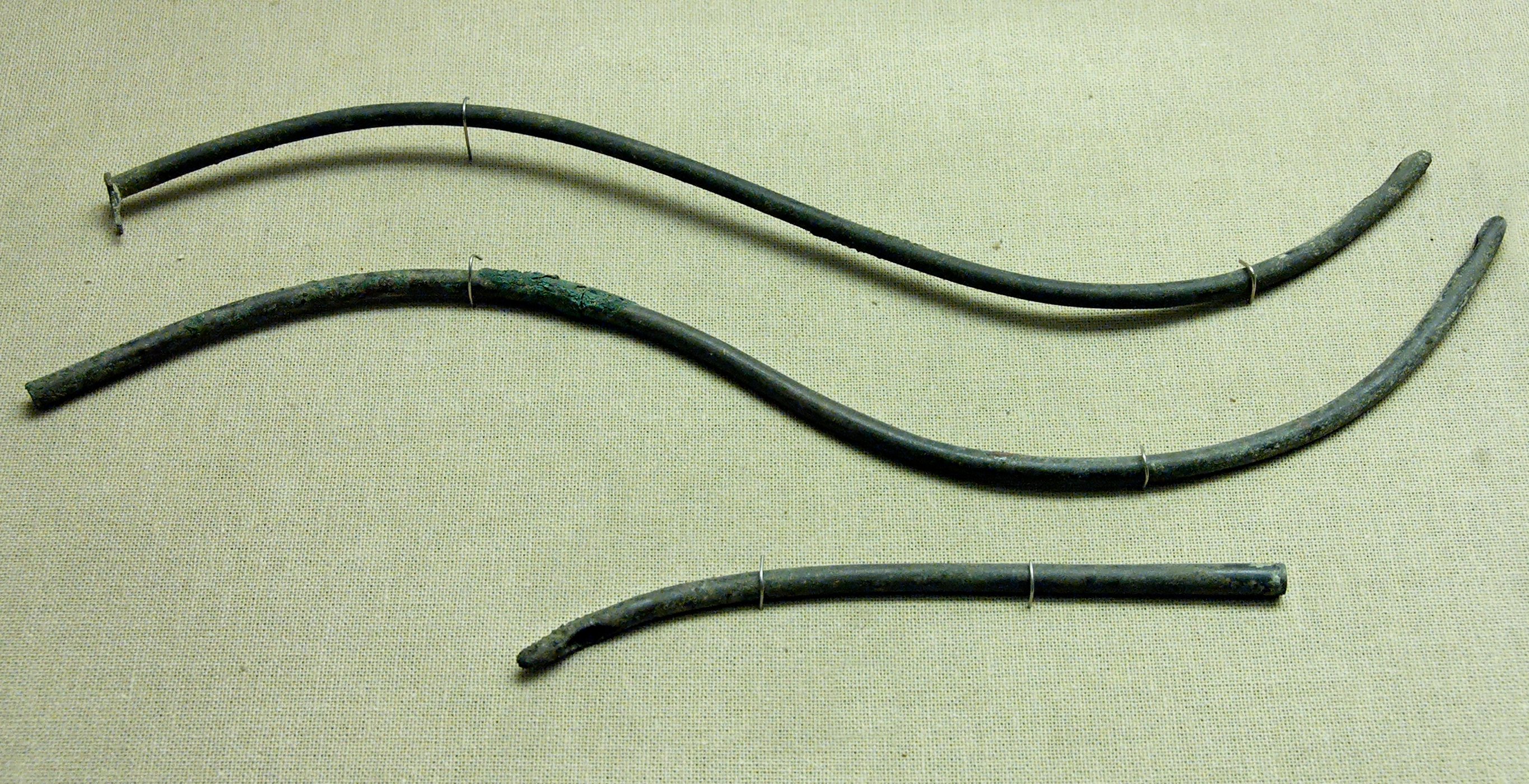
Cateteri romani. I secolo a.C.

A Roma la casta medica si divideva in gruppi che ricordano le specialità attuali, in medici generali (medici), in chirurghi (medici vulnerum, chirurgi), oculisti (medici ab oculis), dentisti e gli specialisti nelle malattie dell'udito.

Le Legioni romane disponevano di un chirurgo e di un'équipe capace d'installare un ospedale in pieno campo di battaglia, per curare i feriti durante il combattimento. Uno di questi medici legionari fu Dioscoride, l'autore del manuale farmacologico più utilizzato e conosciuto fino al secolo XV. I suoi viaggi con l'esercito romano gli permisero di collezionare un gran campionario di erbe e sostanze medicinali e scrivere la sua grande opera: De Materia Medica.
La figura medica romana per eccellenza fu Galeno, la cui influenza (e conseguentemente i suoi errori anatomici e fisiologici) perdurò fino al secolo XVI (il primo a correggerli fu Vesalio). Galeno di Pergamo nacque nell'anno 130 d.C., sotto l'influenza greca e sotto uno dei maggiori templi dedicati a Esculapio (Asclepio). Studiò medicina con due discepoli di Ippocrate: Estraconio e Satiro, e successivamente visitò le scuole di Smirne, Corinto e Alessandria. Alla fine si recò a Roma ove la sua fama crebbe fino a diventare il medico personale dell'imperatore Marco Aurelio.

Senza dubbio a Roma le autopsie erano proibite, per cui le sue conoscenze di anatomia si fondavano sulle dissezioni di animali, la qual cosa lo portò a commettere alcuni errori.

Nel campo della chirurgia descrisse il nervo laringeo ricorrente, il cui taglio accidentale nel corso di intervento per gozzo, poteva provocare la perdita della voce; la sua dedizione nel trattamento delle ferite dei gladiatori gli diede una gran fama come chirurgo e traumatologo; furono da lui eseguiti vari interventi nuovi e di buon esito, tra cui il trattamento per il labbro leporino o l'estirpazione dei polipi nasali.

Morì intorno all'anno 200 della nostra era, con un lascito non sempre benefico per il progresso della medicina, però di indubitabile valore. Il suo nome, al pari di quello di Esculapio, diventò sinonimo di medico.
(Galenvs, Definitiones Medicae XXXV.)
Areteo di Cappadocia non ottenne la fama e il riconoscimento pubblico di Galeno, però lo scarso materiale scritto che di lui fu conservato dimostra una grande conoscenza e un ancora maggiore buon senso. Non si conoscono molti dati di questo modesto medico romano, salvo la sua provenienza anatolica e che visse nel primo secolo d.C. Si formò verosimilmente in Alessandria (ove erano permesse le autopsie) visto che le sue conoscenze di anatomia viscerale erano molto complete. Le sue opere contengono poche riflessioni teoriche, e almeno uno dei suoi libri parla di chirurgia (anche di questo non si ha nessun esemplare, si sa solo della sua esistenza grazie a riferimenti indiretti). È il primo medico a descrivere il quadro clinico del tetano, e a lui si deve il nome attuale dell'epilessia e del diabete.
Importante è la serie di strumenti chirurgici ritrovati a Rimini nella Domus del chirurgo.

### Bisanzio
L'impero Romano d'Oriente fu, dopo la divisione per la morte di Teodosio, l'erede della cultura e della medicina greca.

La cultura bizantina, nel suo sforzo finalizzato a non perdere gli insegnamenti classici, esercitò una funzione fondamentale ricompilando e catalogando il meglio della tradizione greca e romana. Il medico personale dell'imperatore Giuliano, di nome Oribasio, riportò in 70 volumi (Las Sinagogas médicas) tutto il sapere medico noto fino ad allora.

Lo stesso spirito compilatore, anche se meno innovatore, animò Alessandro di Tralles (fratello dell'architetto di Hagia Sophia), o Aezio di Amida, del secolo VI, quest'ultimo specificatamente dedito alla chirurgia. Tra le sue opere vi è un trattato sugli aneurismi (De vasorum dilatatione) e molti capitoli di chirurgia ginecologica.
L'ultimo grande chirurgo dell'Impero Bizantino fu Paolo di Egina (607-690), il quale sviluppò alcune tecniche per la chirurgia del gozzo.

## La chirurgia nel Medioevo

### La medicina conventuale dell'alto medioevo
Il cristianesimo interpreta la guarigione come un intervento divino. 
Si formerà quindi una medicina chiamata conventuale.
Con il concetto di carità nacquero gli ospedali, in un primo tempo intesi come luogo di accoglienza per deboli (poveri, pellegrini, ammalati, vecchi, neonati o infanzia abbandonata), successivamente come strutture dedicate alle cure delle malattie. La Medicina conventuale ha la caratteristica di dare asilo a viandanti e curare gli ammalati. Nel 529 viene fondato da San Benedetto da Norcia il Monastero di Montecassino. Contemporaneamente fiorisce una medicina laica, in particolare la scuola di Salerno.

### Il ruolo della chiesa nel basso medioevo
La storiografia moderna, in particolare gli autori Darrel W. Amundsen, e Walsh,
ritengono che il ruolo della Chiesa vada rivalutato da fondamentale nemico della medicina (in particolare la chirurgia) a ruolo più attivo nel promuovere la medicina e a non ostacolare la chirurgia. 
- Nel Concilio di Clermont-Ferrand del 1130 si proibì a tutto il clero la pratica della medicina a scopo di lucro,
- Nei concili regionali di Clermont (1130) e di Reims (1131), fu approvato il seguente canone, in seguito interamente accolto anche nel concilio ecumenico Lateranense II (1139)[25]

Esso non vieta la medicina in sé stessa, bensì fa' divieto di fatto ai regolari di lasciare i loro luoghi e doveri religiosi per altri scopi. 
- Nel concilio lateranense IV del (1215) si vieta la chirurgia soltanto a sacerdoti, diaconi e suddiaconi, ovvero agli ordini maggiori. Una larga parte del clero non è toccata da questo divieto ecumenico Lateranense (1215), successivamente incluso anche nei Decretales di Papa Gregorio IX.

Di fatto, la separazione tra internisti e chirurghi, già presente dall'antichità, non fu risolta.

### Ecclesia abhorret a sanguine
Esistono molti dati discordanti su questa famosa massima. Secondo una moderna storiografia, la seguente frase non è riscontrabile in nessun atto ufficiale della chiesa. Si può trovare solo in François Quesnay, storico della Facoltà di Chirurgia di Parigi, che nel 1774, cita un passo dalle Recherches de la France di Étienne Pasquier (et comme l'eglise n'abhorre rien tant que le sang) e lo tradusse in latino. Di questa frase pare non trovarsi alcuna fonte precedente.

### Ospedali
Nell'alto medioevo l'ospedale è soprattutto uno xenodochio (dal greco xenos = "ospite, straniero" e dokeion = "ospizio"). Nel basso medioevo è soprattutto un ospedale nel senso più moderno. 
Infatti svolge un'azione prevalentemente di "riparo", ma sempre più indirizzata a malati, vecchi e bambini, quindi "brefotrofi" (dal greco brefos = "neonato" e trefo = "nutrire"), "orfanotrofi" (dal greco orfanos = "privo di") e "gerontocomi" (dal greco geron = "vecchio")
Nell'occidente medioevale, fino ad almeno il 1280, non esistono casi di apprendistato o insegnamento medico in ambito ospedaliero.
Quindi gli ospedali furono dotati molto lentamente di medici.
Tra il XII ed il XIII secolo la lebbra ebbe la sua massima espansione; si ebbe quindi una crescita numerica dei lebbrosari.
Alla fine del XIV secolo comparve in Europa la peste con la sua carica di morti. 
Ma il lebbrosario è una struttura per cronici, inguaribili, strutturata come una piccola città, nata per isolare, non per guarire. Il lazzaretto nasce per gli acuti, a pericolosità altissima, ma con la possibilità di recupero.
Con il lazzaretto inizia la storia dell'ospedale moderno
Il maggior ospedale conosciuto dell'epoca si trovava al Cairo: l'ospedale di Al-Mansur, fondato nel 1283, era strutturato con una divisione per reparti specialistici, secondo una logica attuale; prevedeva anche una sezione di dietetica coordinata con la cucina dell'ospedale, un reparto per i pazienti esterni, sale di conferenze e biblioteca.

### Figure mediche nel medioevo
È necessario, per indagare la famosa separazione della medicina dalla chirurgia, indagare le principali figure sanitarie del medioevo:
- medicus colui che esercitava la medicina in pratica
- physicus che possedeva una grande conoscenza teorica della medicina
- cyrurgicus o pratico
- barbiere-chirurgo, colui che eseguiva salassi, piccola chirurgia, suture.
- re taumaturghi
- donne delle erbe e dei parti
- ciarlatani, cavadenti e saltimbanchi.

### Arabi

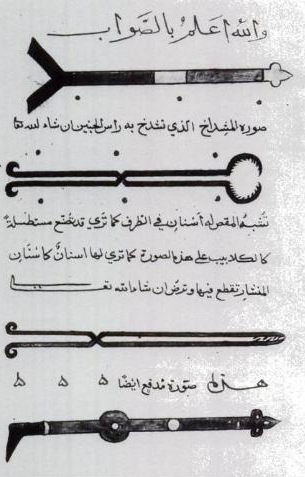
Strumentario chirurgico, rappresentato in una copia del Manoscritto di Abulcasis del XV secolo.

Seguendo un detto di Maometto: "Cercate il sapere, anche se dovete andare in Cina" o "Chi lascia la sua casa per dedicarsi alla scienza, segue i passi di Allah", il mondo arabo-islamico seppe raccogliere gli insegnamenti delle culture con cui venne in contatto.

Tra i musulmani, al-ḥakīm (il medico) era sinonimo di maestro erudito. I medici arabi avevano l'obbligo di specializzarsi in alcuni campi della medicina ed esistevano classi all'interno della professione. Dalla categoria più elevata all'inferiore vi sono il semplice ḥakīm (medico dell'ospedale), ṭabīb, muṭabbib (medico pratico) e mudawi (medico la cui sapienza era meramente empirica).

In tutti i manuali medici arabi si trovano importanti capitoli o sezioni dedicate alla chirurgia, ispirandosi alla tradizione alessandrina, che originariamente non fu appresa in Alessandria, bensì a Gundishapur (Persia sasanide), ove i cristiani nestoriani erano impiegati per tradurre le principali opere dal greco all'arabo. Lì si formò una classe medica di rilievo, sotto l'insegnamento di Hunayn ibn Ishaq (808-873), che arrivò a essere il medico personale del califfo al-Maʾmūn. 

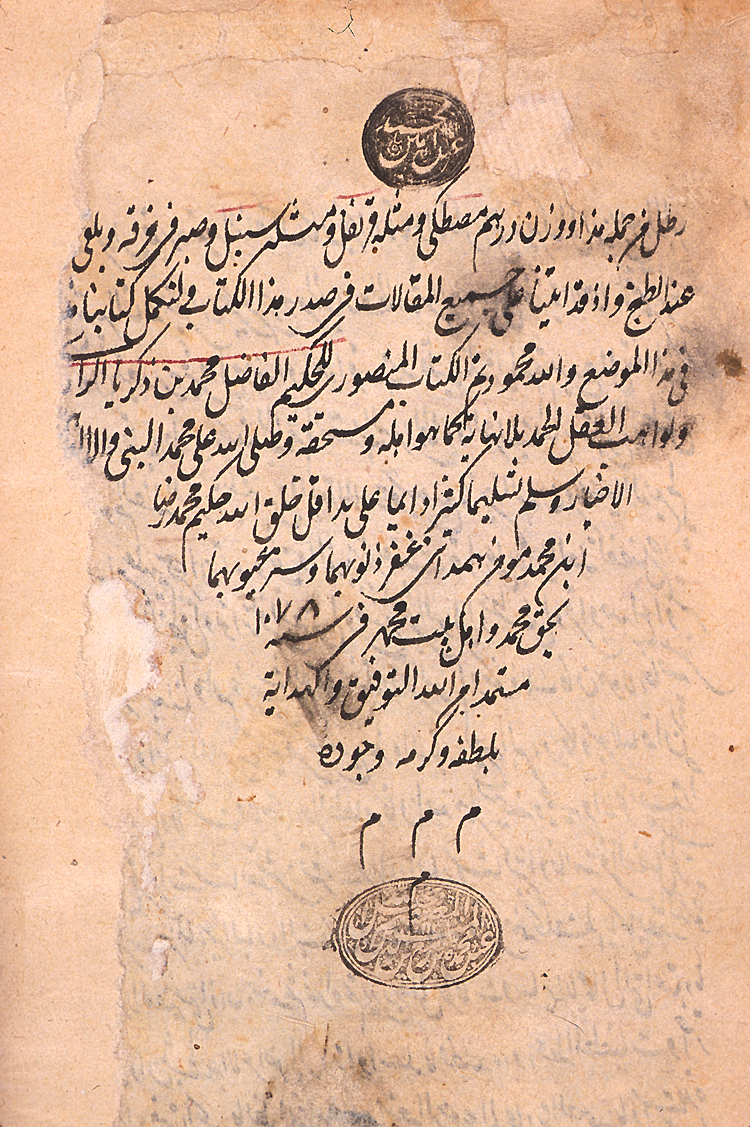
Copertina del Kitāb al-manṣūrī, opera medica di Rhazes.

Successivamente primeggerà Abū Bakr Muḥammad ibn Zākariyā, la cui nisba era Al-Razi (cioè "di Rayy"), che in Occidente sarà chiamato Rhazes. Medico del califfo e direttore-fondatore dell'ospedale di Baghdad, si racconta che per decidere ove ubicarlo, fece porre i cadaveri di alcuni animali nei 4 punti cardinali della città, optando per la direzione nella quale la decomposizione era meno rapida. Non ebbe un particolare interesse per la chirurgia, eccetto qualche proposta di estrazione dei molari cariati, inclusa nella sua opera medica (Kitāb al-Manṣūrī).
Malgrado la sua enorme fama come figura medica dell'Islam, Abū ʿAlī ibn Sīnā (Avicenna) (980-1037), non incluse nel suo Canone alcun trattamento chirurgico d'interesse, raccomandando la cauterizzazione come metodo generale chirurgico. Nell'opera Il canone della medicina (Al-qānūn fī l-ṭibb), Avicenna segnala invece, nella sezione dedicata alla pratica, l'utilizzo della chirurgia con: salassi, incisioni e asportazioni, riparazioni di lussazioni e fratture
In modo simile, i filosofi e medici iberici Avempace (1080 - 1138) e Averroè (1126-1198) accennarono appena alla materia chirurgica nelle proprie opere mediche, dedicandosi principalmente alle piante medicinali.
Abulcasis (Abū l-Qāsim al-Zahrāwī) è il primo chirurgo specialista conosciuto del mondo islamico. Nacque a Madinat al-Zahra nell'anno 936 e visse nella corte dei califfi omayyadi ʿAbd al-Raḥman III (e forse di al-Ḥakam II). La sua principale opera compilatoria fu il Kitāb al-taṣrīf (Il libro della pratica e Il libro del metodo) il cui volume XXX contiene un esteso trattato di chirurgia.
I campi che affronta questo volume dedicato alla chirurgia includono l'oftalmologia, l'odontoiatria, il trattamento delle ernie e l'estrazione dei calcoli, l'ostetricia e un'ampia trattazione della traumatologia. La sua opera è una traduzione ampliata di quella di Paolo di Egina, a cui aggiunse una dettagliata descrizione dello strumentario chirurgico dell'epoca..

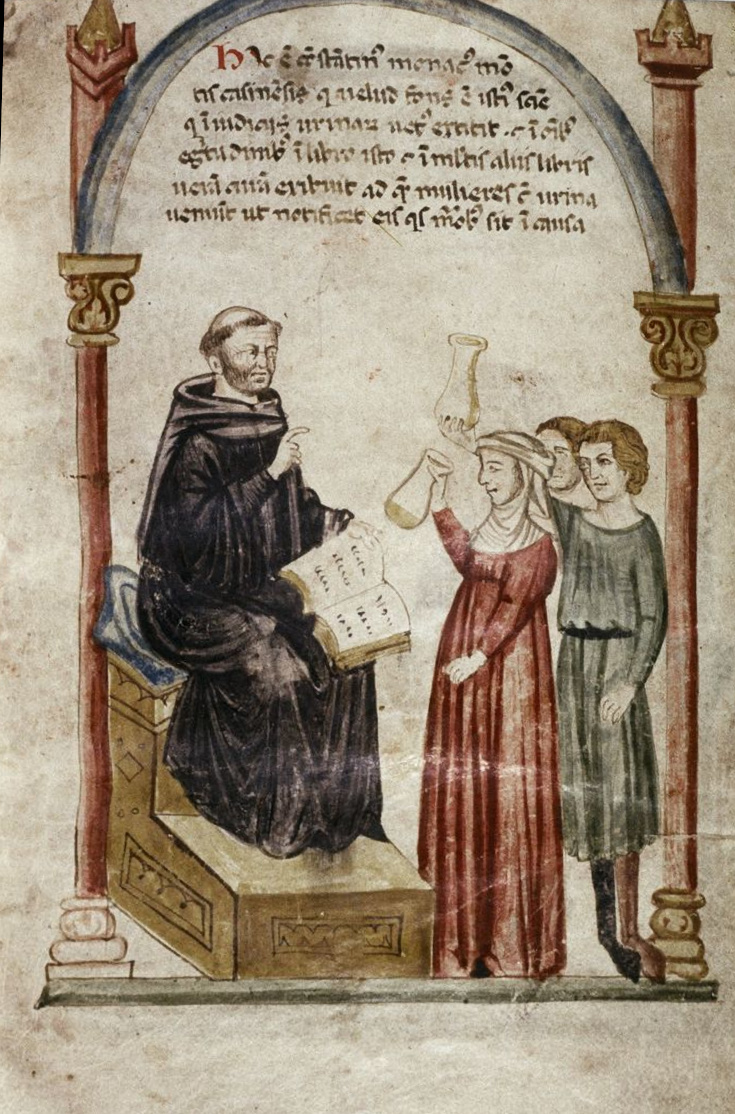
Pazienti mostrano la loro urina a Costantino l'Africano

È interessante la sua descrizione del trattamento delle emorragie arteriose:
In epoca ayyubide vanno ricordati Ibn al-Nafīs - che scoprì i meccanismi che regolano la circolazione polmonare - e al-Dakhwar.

### Europa continentale

#### Scuola Medica Salernitana
Tra l'XI ed il XIII secolo si sviluppò a Salerno, nell'Italia meridionale, una scuola medica di grande celebrità: la Scuola medica salernitana. Per l'ottenimento del titolo di Medico e del conseguente diritto ad esercitare la professione, Ruggero II di Sicilia stabilì l'obbligo di superamento di un esame di abilitazione, che prevedeva la dimostrazione di competenze sia di medicina sia di chirurgia: questo "riabilitava" la specialità chirurgica dal rifiuto nei suoi confronti operato dalla Chiesa Cattolica e da parte del mondo arabo.
Alcuni anni dopo (nel 1224) Federico II riformò l'esame, affinché fosse realizzato in forma pubblica da un gruppo di maestri di Salerno, e stabilendo per l'esercizio della medicina un periodo di formazione teorica (che includeva cinque anni di studio di medicina e chirurgia) ed un periodo pratico di un anno.
Una figura di rilevanza di questa scuola fu il monaco Costantino l'Africano (1010-1087), medico nordafricano che raccolse numerose opere mediche nel corso dei suoi viaggi e che contribuì alla medicina europea con la traduzione dall'arabo di vari testi classici.
Il primo trattato europeo medioevale di chirurgia ha la sua origine in questa scuola: la Practica chirurgiae di Ruggero Frugardi (1170), opera che si occupa del trattamento delle ferite e dei traumatismi. A titolo di curiosità, e come sostituzione per il fatto che non era possibile praticare la dissezione di cadaveri umani, Cofon il Giovane scrive intorno all'anno 1150 la sua Anatomia Porci, guida pratica alla dissezione del maiale, utilizzata dagli studenti.

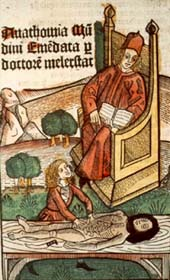
Illustrazione di Mondino dei Luzzi (1275, Bologna-1326), mentre osserva un'autopsia

#### Chirurgia in Europa
In Europa si continua a sviluppare questa attività, a cominciare dalle recenti Università inaugurate. Quella di Bologna possedeva una propria facoltà di medicina fondata da Ugo de' Borgognoni, il cui figlio Teodorico de' Borgognoni (1205-1296), era un autore del testo Chirurgia, un trattato dedicato esclusivamente alla chirurgia. In esso mette in discussione la pratica, ereditata da Galeno, di lasciar che le ferite si carichino di pus, come misura più efficace per la guarigione. Per le suture utilizzava filo realizzato con intestino di animali, (autentico precursore del catcut, ovvero un tipo di filo di sutura utilizzato in chirurgia prima dello sviluppo dei materiali sintetici, fatto a partire dall'intestino del cavallo o della capra, e utilizzato per suture interne, in modo da poter essere riassorbito con il tempo).
Guglielmo da Saliceto fu un altro professore della scuola di Bologna, e autore del testo Chirurgia, scritto con l'intenzione di portare le sue conoscenze in questo campo a suo figlio, successivamente convertito in un manuale di riferimento per le facoltà di medicina del Medio Evo. In questa opera annota alcune riflessioni sorprendenti sul cancro, eccezionali se si tiene conto delle scarse conoscenze di fisiologia dell'epoca:
Lanfranco da Milano, alunno di Guglielmo da Saliceto, è considerato come il padre della chirurgia francese.
Dopo la fuga dall'Italia a causa degli scontri tra Guelfi e Ghibellini, s'insediò a Lione 1290 e subito dopo viaggiò a Parigi, dove finì di formarsi nella scuola indipendente di Saint-Come. Il suo spirito eclettico lo portò ad affermare che "nessuno può essere un buon internista, senza avere conoscenza della chirurgia e, al contrario, nessun chirurgo sarà un buon professionista se non ha un'adeguata conoscenza di medicina interna".
Il suo principale campo di studio chirurgico furono le lesioni cerebrali, quantunque abbia sviluppato alcuni aspetti di etica medica. Concluse la sua carriera professionale come chirurgo personale di Filippo il Bello, successivamente lo fu un altro grande chirurgo francese: Henry de Mondeville.

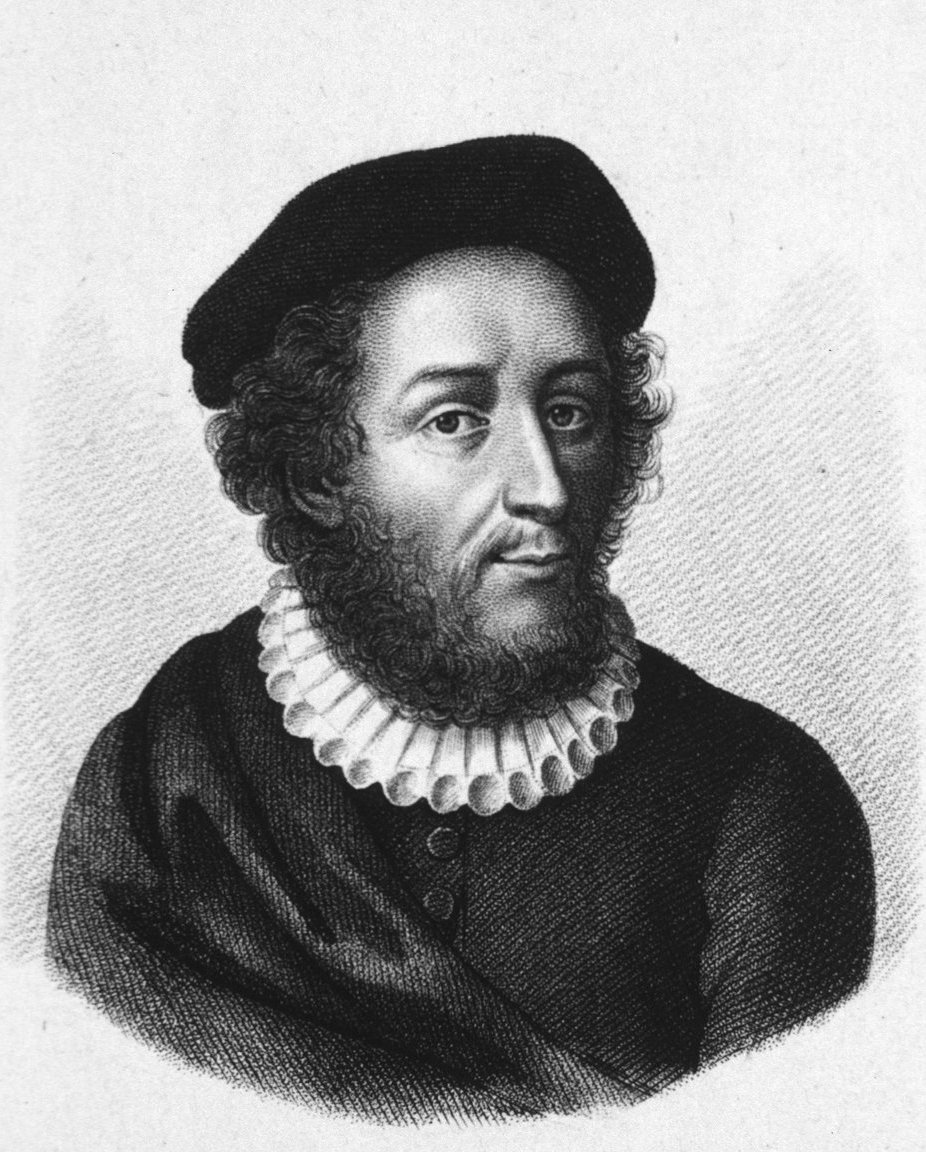
Guy de Chauliac.

Nel secolo XII fiorì la scuola di Montpellier. Uno dei suoi professori di anatomia fu il già menzionato Henry de Mondeville (1260-1320), anche se quello che più si distinse fu Guy de Chauliac (1290-1368), autore del trattato Chirurgia Magna (1363). Questo chirurgo fu il primo a fare osservazioni sulle ferite da arma da fuoco, utilizzate per la prima volta dagli inglesi nel 1346 nella battaglia di Crécy.
Tra le note di questo chirurgo si trova ciò che deve trovarsi dentro la borsa del perfetto chirurgo:
A Guadalupe (Cáceres) si costruì una rete di ospedali (secoli XIV-XVI) per la cura di pellegrini e infermi. In questi locali si praticò, per la prima volta in Spagna, e sotto indulto apostolico, la chirurgia e la dissezione da parte di medici illustri del regno dei re cattolici, Carlo I e Filippo II.

### Inghilterra

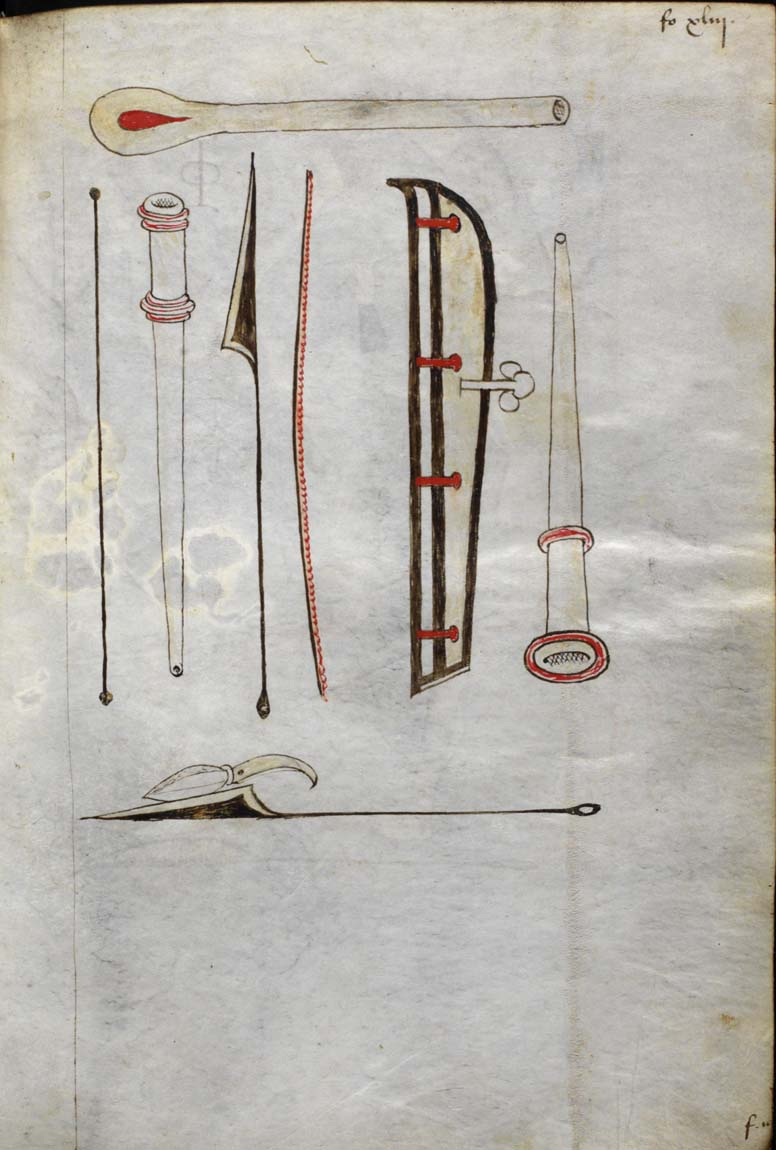
Strumenti chirurgici illustrati nel libro di John de Arderne, Mirror of Phlebotomy & Practice of Surgery.

La figura determinante dell'impulso scientifico in Inghilterra fu Ruggero Bacone (1214-1294), che pose le basi della sperimentazione empirica al posto della speculazione. La sua massima fu "dubita di tutto quello che non puoi dimostrare", cosa che all'epoca includeva le principali fonti mediche classiche. Nel suo Tractatus de erroribus medicorum ('Trattato degli errori medici') descrive fino a 36 errori fondamentali delle fonti mediche classiche, sebbene non apporti nulla di specifico al campo della chirurgia.
Nel XV secolo, verso la fine del Medioevo, opera in Inghilterra John di Arderne, chirurgo attivo durante la Guerra dei cent'anni agli ordini dei Duchi di Lancaster. Dopo i suoi servizi nella campagna si stabilì a Londra, dove si autoproclamò "chirurgo tra i medici", in un periodo in cui il titolo ufficiale dei medici era "dottore", mentre i chirurghi venivano chiamati solo "signore". Tra le altre leggende nate intorno alla sua figura, si racconta di un intervento per una fistola anale (delle quali era specialista), per la quale chiese 100 scellini per l'intervento ed altri cento per ogni anno per cui sarebbe vissuto il paziente. Questa predilezione per la patologia ano-rettale gli ha guadagnato il titolo di "padre della proctologia".
Nel 1368 venne fondato l'Ordine dei chirurghi di Londra, nel tentativo di separare i barbieri (incaricati soprattutto di radere e tagliare i capelli) dai medici specializzati in trattamenti chirurgici. Nell'ambiguo campo invece della chirurgia minore (drenaggio di ascessi, estirpazioni di verruche), iniziò invece una disputa sull'attribuzione professionale che durerà molti anni. Nel frattempo, le condizioni sociali, economiche e politiche spingevano l'Europa verso lo sviluppo di una nuova concezione di società. Erano gli albori del Rinascimento.

## La chirurgia nel Rinascimento

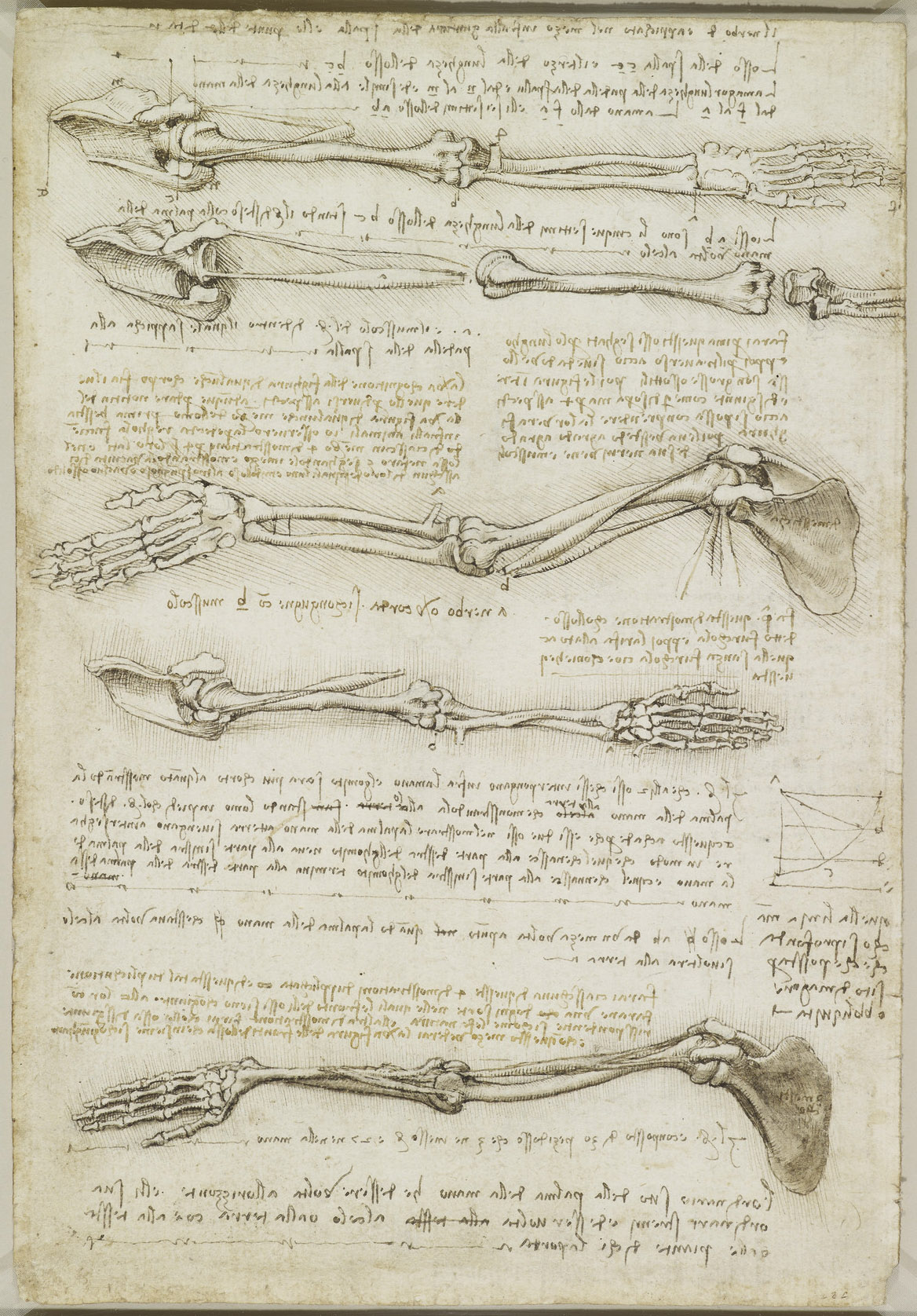
Studio anatomico del braccio, di Leonardo da Vinci

Il Quattrocento e il Cinquecento videro in Italia la nascita di una filosofia della scienza e della società basata sulla tradizione romana dell'Umanesimo. Lo sviluppo delle Università in Italia, grazie alla protezione delle nuove classi mercantili, funzionò da motore intellettuale dal quale derivò il progresso scientifico che caratterizzò questo periodo. Questa "nuova era" avvicinò con speciale intensità le scienze naturali e la medicina, sotto il principio generale del "revisionismo critico". Le nuove conoscenze in ambito anatomico permisero il decollo definitivo di discipline come la chirurgia o l'anatomia patologica. L'ansia di conoscenza attraversò simultaneamente tutte le corporazioni, fino al punto di far esclamare a Vesalio, il principale anatomista del secolo XVI:
Lo spirito scientifico impregnava ogni ramo del sapere: Antonio Benivieni, chirurgo italiano della seconda metà del secolo XV, annotò minuziosamente tutte le sue scoperte e autopsie che realizzava successivamente sui pazienti che non erano sopravvissuti. Queste note furono pubblicate nel 1507 col titolo: De abditis nonnullis ac mirandis morborum et sanationum causis (Sulle cause occulte delle infermità), con un immaginabile interesse in tutto il corpo medico. Nella sua opera sono presenti le prime descrizioni documentate di cancro dello stomaco e dell'intestino, così come delle estese e dettagliate descrizioni dei vari tipi di ernie allora conosciuti.
Il miglior anatomista di questo periodo, anche se non il primo, fu Andrea Vesalio, autore di uno dei manuali di anatomia più estesi e influenti durante i successivi due secoli: De humani corporis fabrica. Questo medico si recò in pellegrinaggio a Gerusalemme, secondo quanto riportato da un documento del 1563, per ottenere che gli venisse commutata dal Re la sua pena di morte, in virtù della penitenza. Il motivo della condanna era relativo all'autopsia che aveva effettuato su un giovane nobile spagnolo dopo la sua morte e la scoperta, all'apertura del petto, che il cuore gli batteva ancora.
Vesalio si laureò all'Università di Padova, dopo aver studiato a Parigi, e fu nominato Explicator Chirurgiae (Professore di Chirurgia) di quella università italiana. Durante i suoi anni come professore scrisse la sua grande opera e terminò la sua carriera come medico personale di Carlo I di Spagna e successivamente di Filippo II di Spagna.
Di questa medesima epoca (1511-1553) è lo spagnolo Miguel Servet, altro pioniere nel campo dell'Anatomia. Praticando la dissezione insieme ad Hans Gunther, osservò e pubblicò nella sua opera Christianismi restitutio che il sangue si ossigenava nei polmoni e non nel cuore come invece credeva Galeno, e che in questo organo esisteva una circolazione, attraverso la quale il sangue giungeva al ventricolo sinistro. Questa scoperta era già stata fatta in precedenza, e senza dubbio, da Ibn Nafis, medico arabo, le cui osservazioni non erano mai giunte in occidente.

### I barbieri-chirurghi
A partire dal secolo XIII, la categoria dei chirurghi francesi si faceva più numerosa e aumentava la sua visibilità, mediante l'utilizzo della toga per effettuare la chirurgia maggiore. Nel corso dei secoli successivi si cominciava a utilizzare il termine "barbiere" per fare riferimento a una gilda di "praticanti", non medici, non conoscitori del latino, il cui campo di azione si limitava a interventi minori, come la flebotomia, estrazioni dentarie, cura di piccole ferite. In Francia, durante il Rinascimento, il successo della chirurgia portò alla scomparsa della differenziazione di classe tra medici e chirurghi.
Senza dubbio i barbieri continuarono a esercitare la propria funzione sociale liberamente per molto tempo, ovvero fino alla fondazione della Académie Royale de Chirurgie nel 1731, diretta all'inizio dal chirurgo Jean-Louis Petit, che perfezionò il tourniquet, e la promulgazione dell'ordinanza di Luigi XV di Francia, che proibì ai barbieri l'esercizio della chirurgia.
In Inghilterra, senza dubbio, nel corso del secolo XV gli internisti andarono rafforzandosi, riuscendo a fondare il Collegio Reale dei Medici, con l'effetto di equiparare i chirurghi ai barbieri. Nel 1540 il parlamento autorizzò la formazione della Compagnia dei Barbieri-Chirurghi; fu però Thomas Vicary, chirurgo incaricato di curare una ferita nella gamba di Enrico VIII, a consegnare nelle mani del re la carta dei diritti della Gilda dei Chirurghi.
| I Barbieri-Chirurghi nell'arte rinascimentale                              | I Barbieri-Chirurghi nell'arte rinascimentale | I Barbieri-Chirurghi nell'arte rinascimentale | I Barbieri-Chirurghi nell'arte rinascimentale |
| -------------------------------------------------------------------------- | --------------------------------------------- | --------------------------------------------- | --------------------------------------------- |
|                                                                            |                                               |                                               |                                               |
| Sutura di una ferita minore presso un barbiere, Gerrit Ludens, (1622-1683) | Estrazione dentaria, Johann Liss, 1616.       | Intervento podologico, David Teniers, 1663    |                                               |

### La nuova chirurgia

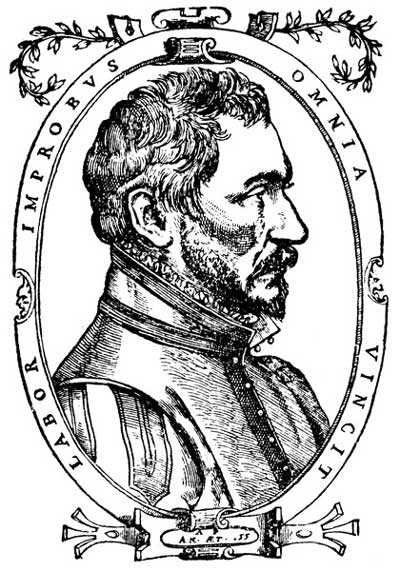
Ambroise Paré a 55 anni, André Wechel, 1573.

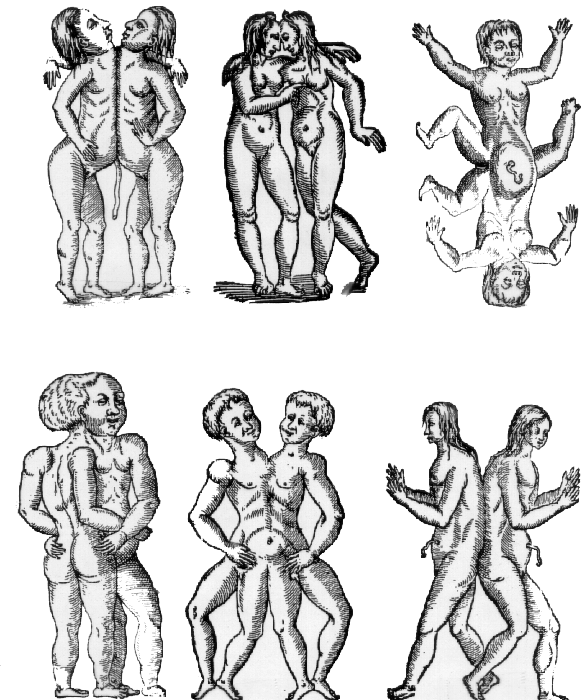
I differenti tipi di gemelli siamesi, secondo uno studio realizzato da Paré.

Nell'ultimo decennio del secolo XVI, alla fine del periodo rinascimentale, fece la sua comparsa il principale chirurgo di questa epoca, e padre della chirurgia francese Ambroise Paré (1510-1590).
Poco prima, lo svizzero Paracelso, figura medica controversa, aveva tentato (con scarso esito) di elevare la chirurgia al medesimo rango della medicina interna. Fu però il francese Paré a eliminare le ultime riserve. Questo chirurgo fu medico personale di cinque re, in un'epoca in cui era consuetudine sostituire tutta la corte a ogni nuovo insediamento reale.
La sua formazione iniziò nella corporazione dei barbieri e ciarlatani, frequentando però nel contempo anche l'Hôtel-Dieu di Parigi (il principale ospedale del luogo). Il suo lavoro come chirurgo cominciò tra le file dell'esercito francese, dove si specializzò in ferite da proiettili.
Fu colpito da un certo ostracismo dalla comunità medica per via della sua umile estrazione e per l'ignoranza del greco e del latino (scrisse tutte le sue opere in francese). Fin dal suo inizio si considerò un rinnovatore, la qual cosa non gli fu sempre di beneficio, quantunque il suo principale alleato fosse la propria reputazione.
La seguente citazione evidenzia il suo spirito innovatore, in quanto viene considerato il primo chirurgo a effettuare la legatura routinaria dei vasi nelle amputazioni:
La sua inventiva lo portò a progettare alcuni strumenti chirurgici, tra cui alcune protesi, per i suoi pazienti amputati. Degno di nota è il suo studio sui gemelli siamesi o il suo rifiuto all'utilizzo delle pietre bezoar come antidoti universali. 
Buona parte della sua opera è un compendio in cui analizza e confuta i costumi, le tradizioni o le superstizioni mediche, prive di fondamento scientifico e di utilità reale.
Nelle corsie degli ospedali entrò il chirurgo, dotato ora di una nuova dignità. Venne rappresentata a questo modo la dotazione di un grande ospedale del secolo XVI:

(Gian Giacomo Gilino, Relazione ai deputati dell'Ospedale Grande di Milano, Giacomo Ferrari stampatore, Milano 4 novembre 1508, tratto da Giorgio Cosmacini, L'arte Lunga, editore Laterza)

## Una disciplina scientifica

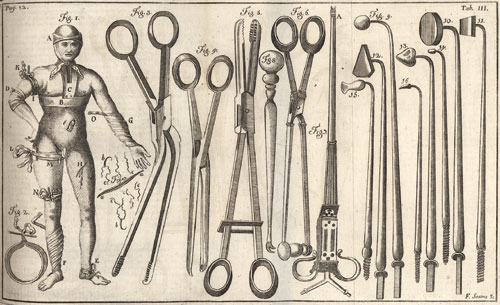
Lorenz Heister, Institutiones chirurgicae, in quibus quicquid ad rem chirurgicam pertinet optima et novissima ratione pertractatur.

Il decollo della fisica e della biologia, che avvenne a partire da questo periodo, permise il definitivo sviluppo della chirurgia nel divenire una disciplina medica autonoma. 
Cominciarono a proliferare moltitudini di medici e chirurghi di valore, molti dei quali esperti in campi specifici. Nell'Europa Centrale si diffuse con successo un libro intitolato Surgery.
Il suo autore è Lorenz Heister (1683-1758), chirurgo tedesco che esercitò sia in Olanda che in Inghilterra. Durante un'autopsia realizzata a Altdorf, descrive così un morto per appendicite, effettuando la prima descrizione di questa patologia:
Apparve la specialità della traumatologia, denominata all'origine "algebra", con la quale si faceva riferimento alla manipolazione di fratture e lussazioni. Fernando de Mena, chirurgo spagnolo e medico personale di Filippo II, propose che:

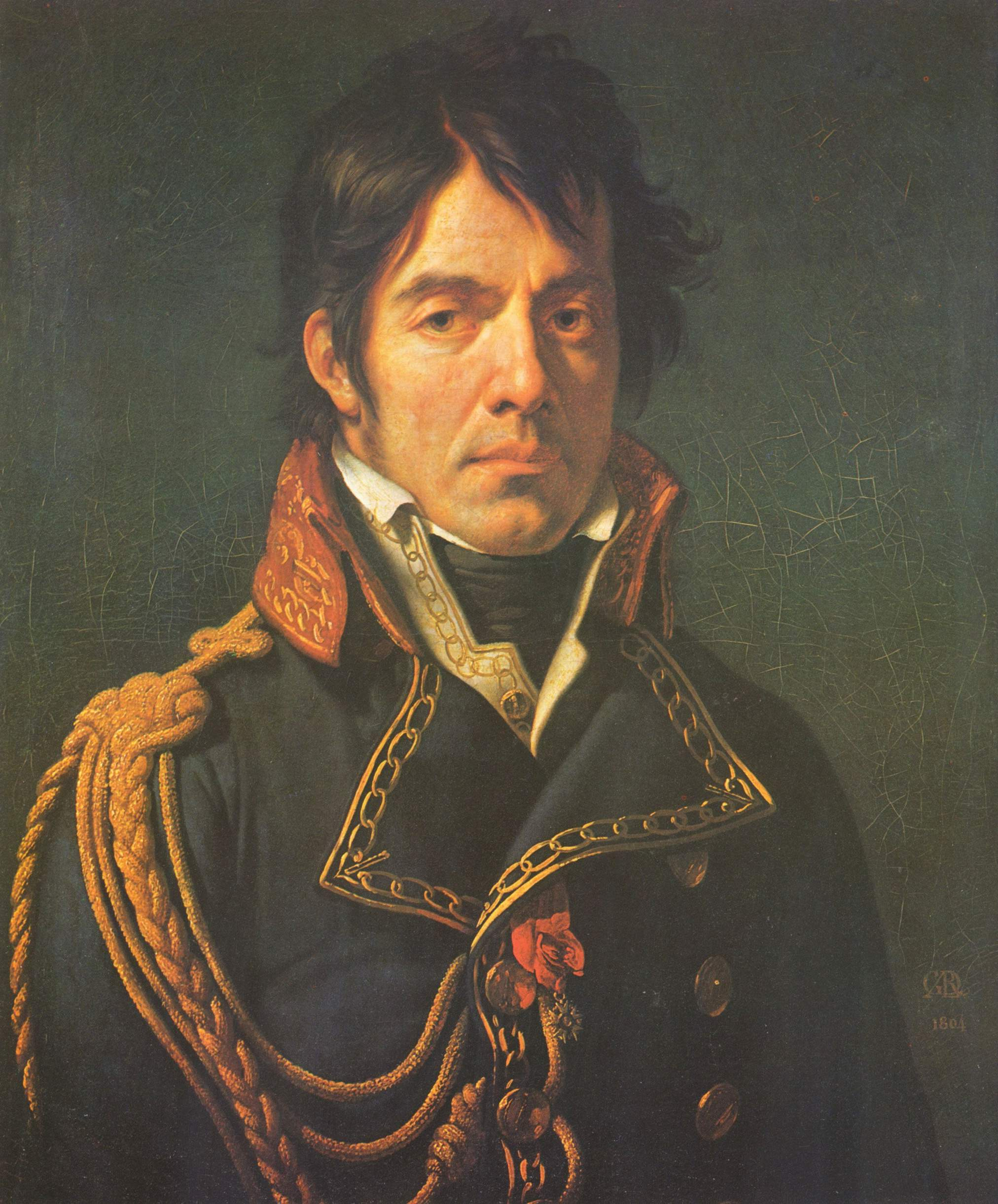
Dominique-Jean Larrey.

William Cheselden, John Hunter o Percival Pott in Inghilterra, Jean-Andre Venel in Svizzera, Pedro Virgili o Antonio de Gimbernat in Spagna sono alcuni dei nomi di una lista interminabile di chirurghi rilevanti del secolo XVIII. 
Tra tutti si distinsero Dominique-Jean Larrey (1766-1842), chirurgo di Napoleone e inventore del trasporto in ambulanza, utilizzata per la prima volta durante le guerre napoleoniche.
Lavorò sulla Fregata Vigilante, a Terranova; per la difficoltà di abituarsi alla vita in mare aperto ritornò a Parigi e fu nominato aiuto chirurgo presso l'Hôtel des Invalides. Nel 1792 elaborò un progetto per la campagna di Napoleone in Italia, che prevedeva 3 gruppi di quindici chirurghi e dodici carrozze a cavallo, ognuna dedicata a trasportare e trattare i feriti. Così poteva operare 24 ore su 24. 
Ne risultò un tale successo che nel 1793 si trasferì a Parigi con il compito di organizzare un sistema di ambulanze volanti per l'intero esercito francese. Successivamente prestò servizio in Spagna e in Egitto, perfezionando le competenze e, in particolare, le tecniche chirurgiche di amputazione.
Di ritorno in Francia, Napoleone lo nominò barone e chirurgo onorario dei Chaseurs de Garde (la guardia personale dell'Imperatore) e qui prestò servizio compiendo il suo compito di chirurgo di guerra, anche a Waterloo, dove fu catturato dai prussiani, e da cui fu successivamente liberato nell'essere riconosciuto da un medico chirurgo suo antico allievo. Nel testamento di Napoleone si può leggere una nota nella quale lascia "100.000 franchi a Larrey, l'uomo più valoroso che avessi mai conosciuto":
Scrisse vari trattati di chirurgia (Mémoires de chirurgie militaire, Recueil de mémoires de chirurgie o Clinique chirurgicale) e tuttora si conservano nella nomenclatura medica vari eponimi in suo onore: "Malattia di Larrey" (una variante del tetano), "Segno di Larrey", "Operazione di Larrey" ed "Amputazione di Larrey".
Tra i secoli XVIII e XIX emerse in Scozia la saga dei Bell. Benjamin Bell (1749-1806) riassunse le conoscenze chirurgiche note fino a quel momento in un'enciclopedia denominata System of Surgery, e fu il primo a effettuare una mastectomia radicale per trattare il tumore della mammella. I suoi figli, Charles e John Bell continuarono la tradizione paterna. Altro membro di questa dinastia fu Joseph Bell, chirurgo ispiratore della figura di Sherlock Holmes, e del quale Sir Arthur Conan Doyle arrivò ad affermare: 

### La chirurgia a partire dal XIX secolo

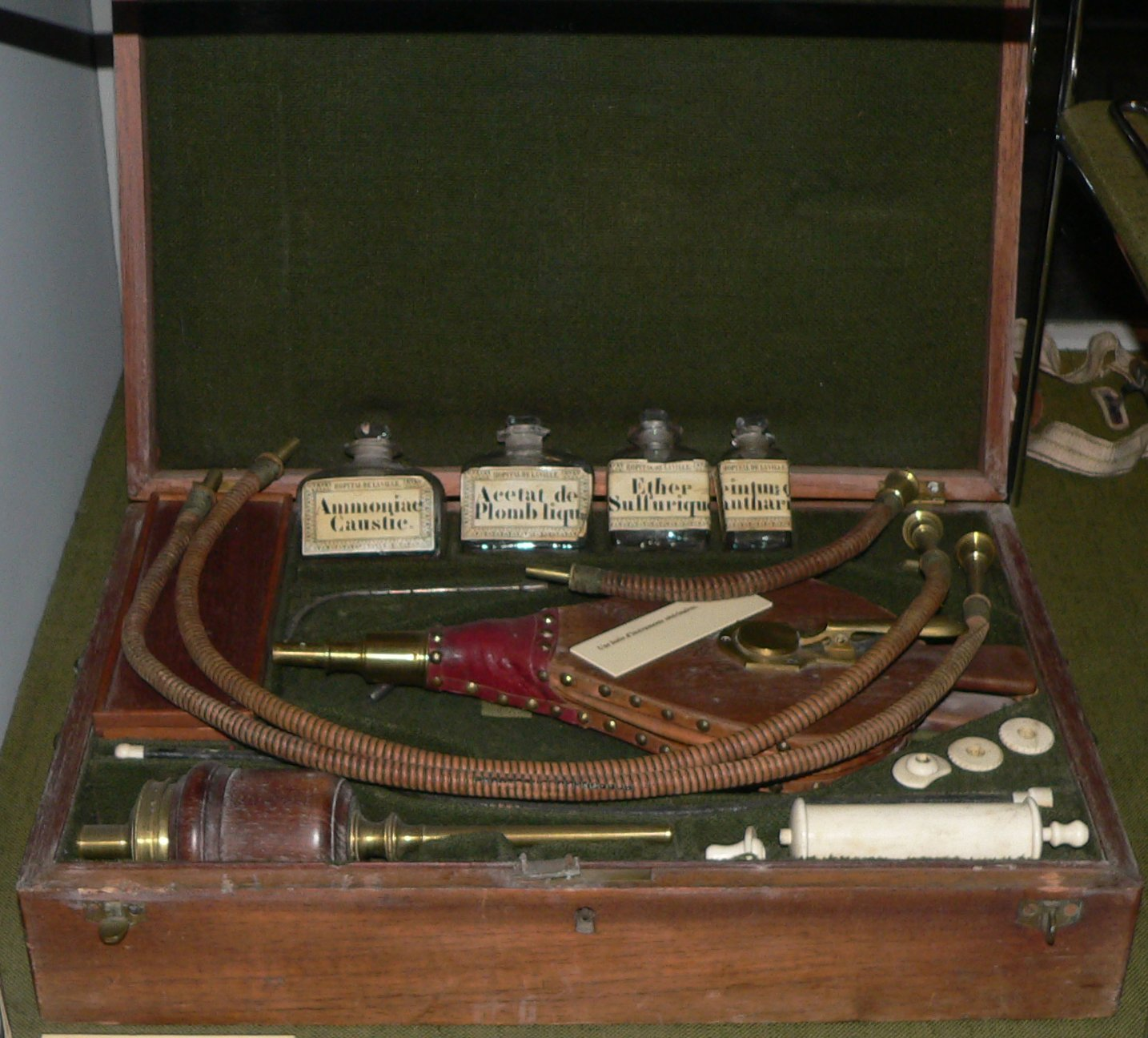
Cassetta chirurgica del XIX secolo

Durante il XIX secolo, avvenne l'integrazione tra la chirurgia e la medicina nel medesimo corpo di conoscenza ed insegnamento, che comportò il riconoscimento definitivo delle specialità chirurgiche, con l'incorporazione della traumatologia aggiunta al suo campo d'azione.
La sconfitta dei tre avversari classici della chirurgia: l'emorragia, l'infezione e il dolore, fu la vittoria di questa disciplina; la formulazione della teoria microbica delle malattie infettive (Semmelweis, Pasteur, Lister.), l'evoluzione della tecnica anestesiologiche, la scoperta dei raggi X, sono elementi fondamentali per la sua crescita.
Il chirurgo poté quindi lavorare con il paziente sedato, e senza la necessaria rapidità che era richiesta fino a quel momento, con molta maggiore conoscenza di quello che poteva trovare, e con armi adeguate per combattere le possibili complicanze. Il tasso di mortalità cominciò quindi a scendere; tutto ciò avvenne nell'arco di pochi decenni. 
In questo secolo si distinsero chirurghi come Abraham Colles (1773-1843) (medico irlandese che diede il suo nome alla caratteristica frattura per caduta dell'estremità distale del radio), Sir Benjamin Collins Brodie (1786-1862) (ascesso di Brodie), William John Little (Infermità di Little) o Sir James Paget (1814-1899) (malattia ossea di Paget). 
In realtà la lista sarebbe interminabile e si estenderebbe per le diverse specialità chirurgiche (ginecologia, urologia, traumatologia, chirurgia digestiva, neurochirurgia.).

### Protagonisti e sviluppi tecnici più rilevanti
- Philippe Ricord sviluppò diverse tecniche chirurgiche per il trattamento delle patologie dell'apparato genitale maschile (1840)
- Crawford Williamson Long, medico di Thomas Jefferson, fu il primo chirurgo ad utilizzare l'etere come anestetico (1842)
- William Bowman sviluppò la specialità chirurgica dell'oftalmologia (1842)
- Ignác Fülöp Semmelweis, fu il primo ad utilizzare tecniche per il controllo della sepsi (1846)
- Manuel Vicente García, cantante d'opera spagnolo, inventò il laringoscopio (1854)
- Rudolf Virchow elaborò la sua Teoria cellulare (1858)
- Joseph Lister, scoprì gli antisettici (acido fenico) (1865)
- Jules-Émile Pean sviluppò le pinze chirurgiche che portano il suo nome, e propose la tecnica della laparotomia (1868)
- Emil Theodor Kocher realizzò la prima resezione della tiroide in pazienti affetti da gozzo (1878)
- Theodor Billroth sviluppò la tecnica chirurgica di gastrectomia che porta il suo nome (Billroth I / Billroth II) (1881)
- Friedrich Trendelenburg, sviluppò la tecnica dell'intubazione endotracheale e la posizione chirurgica di Trendenlenburg (1881)
- Ernst von Bergmann, sviluppò la tecnica di sterilizzazione tramite vapore (1886)
- Johann von Mikulicz-Radecki, stabilì l'uso della cuffia, della maschera e dei guanti di cotone durante le operazioni chirurgiche (1887)
- Paul Broca sviluppò la specialità della neurochirurgia
- William Stewart Halsted, fu il primo ad impiegare i guanti di gomma in sala operatoria (1890)
- Wilhelm Röntgen scoprì i raggi X (1895)
- Ludwig Rehn realizzò il primo intervento di cardiochirurgia (1896)
- Diffusione delle tecniche di coagulazione e fibrinolisi.
- Karl Landsteiner scoprì i gruppi sanguigni (1901)
- Diffusione delle tecniche di trasfusione del sangue.
- Fidel Pagés scoprì l'anestesia epidurale (1920)
- Alexander Fleming scoprì la penicillina (1928)
- Lars Leksell sviluppò la radiochirurgia per trattare i tumori cerebrali per mezzo di radiazioni ionizzanti, evitando la chirurgia invasiva (1952)
- C. Walton Lillehei sviluppò la tecnica della circolazione crociata per realizzare interventi a cuore aperto (1953)

| Chirurghi del XIX secolo | Chirurghi del XIX secolo | Chirurghi del XIX secolo | Chirurghi del XIX secolo | Chirurghi del XIX secolo | Chirurghi del XIX secolo |
| ------------------------ | ------------------------ | ------------------------ | ------------------------ | ------------------------ | ------------------------ |
|                          |                          |                          |                          |                          |                          |
| W. Bowman                | E. T. Kocher             | T. Billroth              | F. Trendelenburg         | P. Broca                 | J. Lister                |

## La chirurgia del secolo XXI

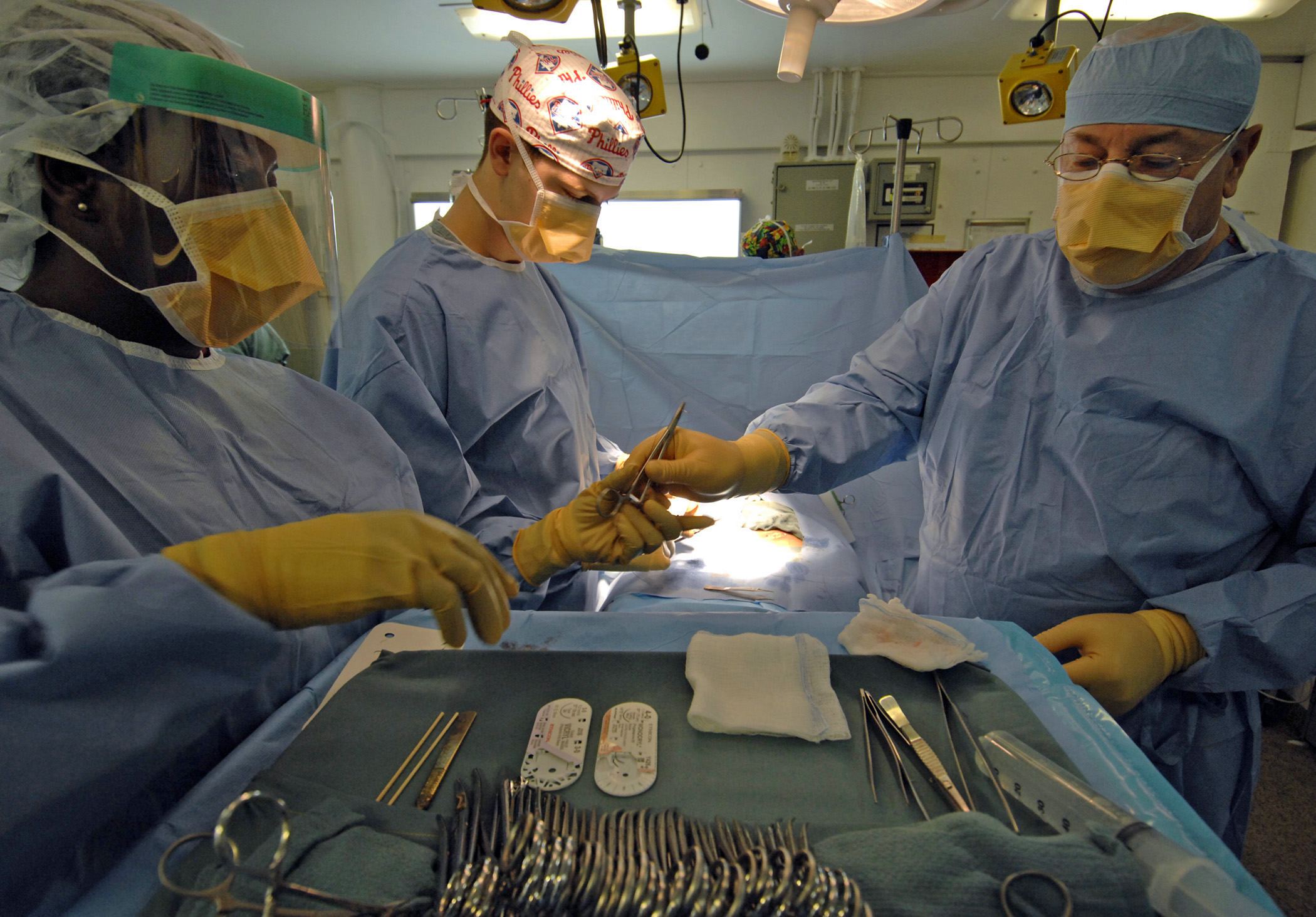
Una sala chirurgica nel 2007

Lo sviluppo tecnologico ha permesso avanzamenti importanti nel campo della chirurgia, fin dagli ultimi decenni del secolo XX. Principalmente la "chirurgia minimamente invasiva" ha permesso di diminuire i tempi di recupero e le complicanze post-chirurgiche. La telemedicina e la robotica hanno dotato di nuovi mezzi i chirurghi, permettendo loro d'intervenire a distanza o con un livello di precisione non possibile per l'occhio umano. D'altra parte l'apparire di nuove tecniche di diagnostica per immagini, quali ad esempio l'ecografia, l'endoscopia, la RMN o la PET hanno permesso lo sviluppo di interventi più selettivi, molto meno aggressivi e più sicuri.
La nanotecnologia e lo sviluppo di sistemi chirurgici automatizzati saranno probabilmente le evoluzioni scientifiche e tecnologiche successive, che articoleranno nei prossimi decenni lo sviluppo di questa disciplina.